# 신라 왕실
다음은 신라 왕실에 대한 내용이다. (신라의 국왕 계보 참고)

## 가계도
| 선도산성모 仙桃山聖母                        |                                              |                                              |                                              |                                              |                                              |  |  |                                                  |                                                  |                                                  |                                                  |                                                  |                                                  |  |  |                                                      |                                                      |                                                      |                                                      |                                                      |                                                      |  |  |                                          |                                          |                                          |                                          |                                          |                                          |  |  |                                                  |                                                  |                                                  |                                                  |                                                  |                                                  |  |  |                                          |                                          |                                          |                                          |                                          |                                          |  |  |  |  |  |  |  |  |  |  |  |  |  |  |  |  |  |  |  |  |  |  |  |  |  |  |  |  |  |  |  |  |  |  |  |  |  |  |  |  |
|                                              |                                              |                                              |                                              |                                              |                                              |  |  |                                                  |                                                  |                                                  |                                                  |                                                  |                                                  |  |  |                                                      |                                                      |                                                      |                                                      |                                                      |                                                      |  |  |                                          |                                          |                                          |                                          |                                          |                                          |  |  |                                                  |                                                  |                                                  |                                                  |                                                  |                                                  |  |  |                                          |                                          |                                          |                                          |                                          |                                          |  |  |  |  |  |  |  |  |  |  |  |  |  |  |  |  |  |  |  |  |  |  |  |  |  |  |  |  |  |  |  |  |  |  |  |  |  |  |  |  |
|                                              |                                              |                                              |                                              |                                              |                                              |  |  |                                                  |                                                  |                                                  |                                                  |                                                  |                                                  |  |  |                                                      |                                                      |                                                      |                                                      |                                                      |                                                      |  |  |                                          |                                          |                                          |                                          |                                          |                                          |  |  |                                                  |                                                  |                                                  |                                                  |                                                  |                                                  |  |  |                                          |                                          |                                          |                                          |                                          |                                          |  |  |  |  |  |  |  |  |  |  |  |  |  |  |  |  |  |  |  |  |  |  |  |  |  |  |  |  |  |  |  |  |  |  |  |  |  |  |  |  |
| 1 혁거세 거서간 赫居世 居西干 -57년 ~ 4년    | 1 혁거세 거서간 赫居世 居西干 -57년 ~ 4년    | 1 혁거세 거서간 赫居世 居西干 -57년 ~ 4년    | 1 혁거세 거서간 赫居世 居西干 -57년 ~ 4년    | 1 혁거세 거서간 赫居世 居西干 -57년 ~ 4년    | 1 혁거세 거서간 赫居世 居西干 -57년 ~ 4년    |  |  |                                                  |                                                  |                                                  |                                                  |                                                  |                                                  |  |  |                                                      |                                                      |                                                      |                                                      |                                                      |                                                      |  |  | 알지 閼智                                | 알지 閼智                                | 알지 閼智                                | 알지 閼智                                | 알지 閼智                                | 알지 閼智                                |  |  |                                                  |                                                  |                                                  |                                                  |                                                  |                                                  |  |  |                                          |                                          |                                          |                                          |                                          |                                          |  |  |  |  |  |  |  |  |  |  |  |  |  |  |  |  |  |  |  |  |  |  |  |  |  |  |  |  |  |  |  |  |  |  |  |  |  |  |  |  |
| 1 혁거세 거서간 赫居世 居西干 -57년 ~ 4년    | 1 혁거세 거서간 赫居世 居西干 -57년 ~ 4년    | 1 혁거세 거서간 赫居世 居西干 -57년 ~ 4년    | 1 혁거세 거서간 赫居世 居西干 -57년 ~ 4년    | 1 혁거세 거서간 赫居世 居西干 -57년 ~ 4년    | 1 혁거세 거서간 赫居世 居西干 -57년 ~ 4년    |  |  |                                                  |                                                  |                                                  |                                                  |                                                  |                                                  |  |  |                                                      |                                                      |                                                      |                                                      |                                                      |                                                      |  |  | 알지 閼智                                | 알지 閼智                                | 알지 閼智                                | 알지 閼智                                | 알지 閼智                                | 알지 閼智                                |  |  |                                                  |                                                  |                                                  |                                                  |                                                  |                                                  |  |  |                                          |                                          |                                          |                                          |                                          |                                          |  |  |  |  |  |  |  |  |  |  |  |  |  |  |  |  |  |  |  |  |  |  |  |  |  |  |  |  |  |  |  |  |  |  |  |  |  |  |  |  |
| 2 남해 차차웅 南解 次次雄 4년 ~ 24년         | 2 남해 차차웅 南解 次次雄 4년 ~ 24년         | 2 남해 차차웅 南解 次次雄 4년 ~ 24년         | 2 남해 차차웅 南解 次次雄 4년 ~ 24년         | 2 남해 차차웅 南解 次次雄 4년 ~ 24년         | 2 남해 차차웅 南解 次次雄 4년 ~ 24년         |  |  |                                                  |                                                  |                                                  |                                                  |                                                  |                                                  |  |  |                                                      |                                                      |                                                      |                                                      |                                                      |                                                      |  |  | 세한 勢漢                                | 세한 勢漢                                | 세한 勢漢                                | 세한 勢漢                                | 세한 勢漢                                | 세한 勢漢                                |  |  |                                                  |                                                  |                                                  |                                                  |                                                  |                                                  |  |  |                                          |                                          |                                          |                                          |                                          |                                          |  |  |  |  |  |  |  |  |  |  |  |  |  |  |  |  |  |  |  |  |  |  |  |  |  |  |  |  |  |  |  |  |  |  |  |  |  |  |  |  |
| 2 남해 차차웅 南解 次次雄 4년 ~ 24년         | 2 남해 차차웅 南解 次次雄 4년 ~ 24년         | 2 남해 차차웅 南解 次次雄 4년 ~ 24년         | 2 남해 차차웅 南解 次次雄 4년 ~ 24년         | 2 남해 차차웅 南解 次次雄 4년 ~ 24년         | 2 남해 차차웅 南解 次次雄 4년 ~ 24년         |  |  |                                                  |                                                  |                                                  |                                                  |                                                  |                                                  |  |  |                                                      |                                                      |                                                      |                                                      |                                                      |                                                      |  |  | 세한 勢漢                                | 세한 勢漢                                | 세한 勢漢                                | 세한 勢漢                                | 세한 勢漢                                | 세한 勢漢                                |  |  |                                                  |                                                  |                                                  |                                                  |                                                  |                                                  |  |  |                                          |                                          |                                          |                                          |                                          |                                          |  |  |  |  |  |  |  |  |  |  |  |  |  |  |  |  |  |  |  |  |  |  |  |  |  |  |  |  |  |  |  |  |  |  |  |  |  |  |  |  |
|                                              |                                              |                                              |                                              |                                              |                                              |  |  |                                                  |                                                  |                                                  |                                                  |                                                  |                                                  |  |  |                                                      |                                                      |                                                      |                                                      |                                                      |                                                      |  |  |                                          |                                          |                                          |                                          |                                          |                                          |  |  |                                                  |                                                  |                                                  |                                                  |                                                  |                                                  |  |  |                                          |                                          |                                          |                                          |                                          |                                          |  |  |  |  |  |  |  |  |  |  |  |  |  |  |  |  |  |  |  |  |  |  |  |  |  |  |  |  |  |  |  |  |  |  |  |  |  |  |  |  |
| 3 유리 이사금 儒理 尼師今 24년 ~ 57년        | 3 유리 이사금 儒理 尼師今 24년 ~ 57년        | 3 유리 이사금 儒理 尼師今 24년 ~ 57년        | 3 유리 이사금 儒理 尼師今 24년 ~ 57년        | 3 유리 이사금 儒理 尼師今 24년 ~ 57년        | 3 유리 이사금 儒理 尼師今 24년 ~ 57년        |  |  | 아효부인 阿孝夫人                                | 아효부인 阿孝夫人                                | 아효부인 阿孝夫人                                | 아효부인 阿孝夫人                                | 아효부인 阿孝夫人                                | 아효부인 阿孝夫人                                |  |  | 4 탈해 이사금 脫解 尼師今 57년 ~ 80년                | 4 탈해 이사금 脫解 尼師今 57년 ~ 80년                | 4 탈해 이사금 脫解 尼師今 57년 ~ 80년                | 4 탈해 이사금 脫解 尼師今 57년 ~ 80년                | 4 탈해 이사금 脫解 尼師今 57년 ~ 80년                | 4 탈해 이사금 脫解 尼師今 57년 ~ 80년                |  |  | 아도 阿道                                | 아도 阿道                                | 아도 阿道                                | 아도 阿道                                | 아도 阿道                                | 아도 阿道                                |  |  |                                                  |                                                  |                                                  |                                                  |                                                  |                                                  |  |  |                                          |                                          |                                          |                                          |                                          |                                          |  |  |  |  |  |  |  |  |  |  |  |  |  |  |  |  |  |  |  |  |  |  |  |  |  |  |  |  |  |  |  |  |  |  |  |  |  |  |  |  |
| 3 유리 이사금 儒理 尼師今 24년 ~ 57년        | 3 유리 이사금 儒理 尼師今 24년 ~ 57년        | 3 유리 이사금 儒理 尼師今 24년 ~ 57년        | 3 유리 이사금 儒理 尼師今 24년 ~ 57년        | 3 유리 이사금 儒理 尼師今 24년 ~ 57년        | 3 유리 이사금 儒理 尼師今 24년 ~ 57년        |  |  | 아효부인 阿孝夫人                                | 아효부인 阿孝夫人                                | 아효부인 阿孝夫人                                | 아효부인 阿孝夫人                                | 아효부인 阿孝夫人                                | 아효부인 阿孝夫人                                |  |  | 4 탈해 이사금 脫解 尼師今 57년 ~ 80년                | 4 탈해 이사금 脫解 尼師今 57년 ~ 80년                | 4 탈해 이사금 脫解 尼師今 57년 ~ 80년                | 4 탈해 이사금 脫解 尼師今 57년 ~ 80년                | 4 탈해 이사금 脫解 尼師今 57년 ~ 80년                | 4 탈해 이사금 脫解 尼師今 57년 ~ 80년                |  |  | 아도 阿道                                | 아도 阿道                                | 아도 阿道                                | 아도 阿道                                | 아도 阿道                                | 아도 阿道                                |  |  |                                                  |                                                  |                                                  |                                                  |                                                  |                                                  |  |  |                                          |                                          |                                          |                                          |                                          |                                          |  |  |  |  |  |  |  |  |  |  |  |  |  |  |  |  |  |  |  |  |  |  |  |  |  |  |  |  |  |  |  |  |  |  |  |  |  |  |  |  |
|                                              |                                              |                                              |                                              |                                              |                                              |  |  |                                                  |                                                  |                                                  |                                                  |                                                  |                                                  |  |  |                                                      |                                                      |                                                      |                                                      |                                                      |                                                      |  |  |                                          |                                          |                                          |                                          |                                          |                                          |  |  |                                                  |                                                  |                                                  |                                                  |                                                  |                                                  |  |  |                                          |                                          |                                          |                                          |                                          |                                          |  |  |  |  |  |  |  |  |  |  |  |  |  |  |  |  |  |  |  |  |  |  |  |  |  |  |  |  |  |  |  |  |  |  |  |  |  |  |  |  |
|                                              |                                              |                                              |                                              |                                              |                                              |  |  |                                                  |                                                  |                                                  |                                                  |                                                  |                                                  |  |  |                                                      |                                                      |                                                      |                                                      |                                                      |                                                      |  |  |                                          |                                          |                                          |                                          |                                          |                                          |  |  |                                                  |                                                  |                                                  |                                                  |                                                  |                                                  |  |  |                                          |                                          |                                          |                                          |                                          |                                          |  |  |  |  |  |  |  |  |  |  |  |  |  |  |  |  |  |  |  |  |  |  |  |  |  |  |  |  |  |  |  |  |  |  |  |  |  |  |  |  |
| 7 일성 이사금 逸聖 泥師今 134년 ~ 154년      | 7 일성 이사금 逸聖 泥師今 134년 ~ 154년      | 7 일성 이사금 逸聖 泥師今 134년 ~ 154년      | 7 일성 이사금 逸聖 泥師今 134년 ~ 154년      | 7 일성 이사금 逸聖 泥師今 134년 ~ 154년      | 7 일성 이사금 逸聖 泥師今 134년 ~ 154년      |  |  | 5 파사 이사금 婆娑 尼師今 80년 ~ 112년           | 5 파사 이사금 婆娑 尼師今 80년 ~ 112년           | 5 파사 이사금 婆娑 尼師今 80년 ~ 112년           | 5 파사 이사금 婆娑 尼師今 80년 ~ 112년           | 5 파사 이사금 婆娑 尼師今 80년 ~ 112년           | 5 파사 이사금 婆娑 尼師今 80년 ~ 112년           |  |  | 구추 仇鄒                                            | 구추 仇鄒                                            | 구추 仇鄒                                            | 구추 仇鄒                                            | 구추 仇鄒                                            | 구추 仇鄒                                            |  |  | 수류 首留                                | 수류 首留                                | 수류 首留                                | 수류 首留                                | 수류 首留                                | 수류 首留                                |  |  |                                                  |                                                  |                                                  |                                                  |                                                  |                                                  |  |  |                                          |                                          |                                          |                                          |                                          |                                          |  |  |  |  |  |  |  |  |  |  |  |  |  |  |  |  |  |  |  |  |  |  |  |  |  |  |  |  |  |  |  |  |  |  |  |  |  |  |  |  |
| 7 일성 이사금 逸聖 泥師今 134년 ~ 154년      | 7 일성 이사금 逸聖 泥師今 134년 ~ 154년      | 7 일성 이사금 逸聖 泥師今 134년 ~ 154년      | 7 일성 이사금 逸聖 泥師今 134년 ~ 154년      | 7 일성 이사금 逸聖 泥師今 134년 ~ 154년      | 7 일성 이사금 逸聖 泥師今 134년 ~ 154년      |  |  | 5 파사 이사금 婆娑 尼師今 80년 ~ 112년           | 5 파사 이사금 婆娑 尼師今 80년 ~ 112년           | 5 파사 이사금 婆娑 尼師今 80년 ~ 112년           | 5 파사 이사금 婆娑 尼師今 80년 ~ 112년           | 5 파사 이사금 婆娑 尼師今 80년 ~ 112년           | 5 파사 이사금 婆娑 尼師今 80년 ~ 112년           |  |  | 구추 仇鄒                                            | 구추 仇鄒                                            | 구추 仇鄒                                            | 구추 仇鄒                                            | 구추 仇鄒                                            | 구추 仇鄒                                            |  |  | 수류 首留                                | 수류 首留                                | 수류 首留                                | 수류 首留                                | 수류 首留                                | 수류 首留                                |  |  |                                                  |                                                  |                                                  |                                                  |                                                  |                                                  |  |  |                                          |                                          |                                          |                                          |                                          |                                          |  |  |  |  |  |  |  |  |  |  |  |  |  |  |  |  |  |  |  |  |  |  |  |  |  |  |  |  |  |  |  |  |  |  |  |  |  |  |  |  |
| 8 아달라 이사금 阿達羅 泥師今 154년 ~ 184년  | 8 아달라 이사금 阿達羅 泥師今 154년 ~ 184년  | 8 아달라 이사금 阿達羅 泥師今 154년 ~ 184년  | 8 아달라 이사금 阿達羅 泥師今 154년 ~ 184년  | 8 아달라 이사금 阿達羅 泥師今 154년 ~ 184년  | 8 아달라 이사금 阿達羅 泥師今 154년 ~ 184년  |  |  | 6 지마 이사금 祗摩 泥師今 112년 ~ 134년          | 6 지마 이사금 祗摩 泥師今 112년 ~ 134년          | 6 지마 이사금 祗摩 泥師今 112년 ~ 134년          | 6 지마 이사금 祗摩 泥師今 112년 ~ 134년          | 6 지마 이사금 祗摩 泥師今 112년 ~ 134년          | 6 지마 이사금 祗摩 泥師今 112년 ~ 134년          |  |  | 9 벌휴 이사금 伐休 泥師今 184년 ~ 196년              | 9 벌휴 이사금 伐休 泥師今 184년 ~ 196년              | 9 벌휴 이사금 伐休 泥師今 184년 ~ 196년              | 9 벌휴 이사금 伐休 泥師今 184년 ~ 196년              | 9 벌휴 이사금 伐休 泥師今 184년 ~ 196년              | 9 벌휴 이사금 伐休 泥師今 184년 ~ 196년              |  |  | 욱보 郁甫                                | 욱보 郁甫                                | 욱보 郁甫                                | 욱보 郁甫                                | 욱보 郁甫                                | 욱보 郁甫                                |  |  |                                                  |                                                  |                                                  |                                                  |                                                  |                                                  |  |  |                                          |                                          |                                          |                                          |                                          |                                          |  |  |  |  |  |  |  |  |  |  |  |  |  |  |  |  |  |  |  |  |  |  |  |  |  |  |  |  |  |  |  |  |  |  |  |  |  |  |  |  |
| 8 아달라 이사금 阿達羅 泥師今 154년 ~ 184년  | 8 아달라 이사금 阿達羅 泥師今 154년 ~ 184년  | 8 아달라 이사금 阿達羅 泥師今 154년 ~ 184년  | 8 아달라 이사금 阿達羅 泥師今 154년 ~ 184년  | 8 아달라 이사금 阿達羅 泥師今 154년 ~ 184년  | 8 아달라 이사금 阿達羅 泥師今 154년 ~ 184년  |  |  | 6 지마 이사금 祗摩 泥師今 112년 ~ 134년          | 6 지마 이사금 祗摩 泥師今 112년 ~ 134년          | 6 지마 이사금 祗摩 泥師今 112년 ~ 134년          | 6 지마 이사금 祗摩 泥師今 112년 ~ 134년          | 6 지마 이사금 祗摩 泥師今 112년 ~ 134년          | 6 지마 이사금 祗摩 泥師今 112년 ~ 134년          |  |  | 9 벌휴 이사금 伐休 泥師今 184년 ~ 196년              | 9 벌휴 이사금 伐休 泥師今 184년 ~ 196년              | 9 벌휴 이사금 伐休 泥師今 184년 ~ 196년              | 9 벌휴 이사금 伐休 泥師今 184년 ~ 196년              | 9 벌휴 이사금 伐休 泥師今 184년 ~ 196년              | 9 벌휴 이사금 伐休 泥師今 184년 ~ 196년              |  |  | 욱보 郁甫                                | 욱보 郁甫                                | 욱보 郁甫                                | 욱보 郁甫                                | 욱보 郁甫                                | 욱보 郁甫                                |  |  |                                                  |                                                  |                                                  |                                                  |                                                  |                                                  |  |  |                                          |                                          |                                          |                                          |                                          |                                          |  |  |  |  |  |  |  |  |  |  |  |  |  |  |  |  |  |  |  |  |  |  |  |  |  |  |  |  |  |  |  |  |  |  |  |  |  |  |  |  |
|                                              |                                              |                                              |                                              |                                              |                                              |  |  |                                                  |                                                  |                                                  |                                                  |                                                  |                                                  |  |  |                                                      |                                                      |                                                      |                                                      |                                                      |                                                      |  |  |                                          |                                          |                                          |                                          |                                          |                                          |  |  |                                                  |                                                  |                                                  |                                                  |                                                  |                                                  |  |  |                                          |                                          |                                          |                                          |                                          |                                          |  |  |  |  |  |  |  |  |  |  |  |  |  |  |  |  |  |  |  |  |  |  |  |  |  |  |  |  |  |  |  |  |  |  |  |  |  |  |  |  |
|                                              |                                              |                                              |                                              |                                              |                                              |  |  | 세신 골정 世神 骨正                              | 세신 골정 世神 骨正                              | 세신 골정 世神 骨正                              | 세신 골정 世神 骨正                              | 세신 골정 世神 骨正                              | 세신 골정 世神 骨正                              |  |  | 이매 伊買                                            | 이매 伊買                                            | 이매 伊買                                            | 이매 伊買                                            | 이매 伊買                                            | 이매 伊買                                            |  |  | 구도 갈문왕 仇道 葛文王                  | 구도 갈문왕 仇道 葛文王                  | 구도 갈문왕 仇道 葛文王                  | 구도 갈문왕 仇道 葛文王                  | 구도 갈문왕 仇道 葛文王                  | 구도 갈문왕 仇道 葛文王                  |  |  |                                                  |                                                  |                                                  |                                                  |                                                  |                                                  |  |  |                                          |                                          |                                          |                                          |                                          |                                          |  |  |  |  |  |  |  |  |  |  |  |  |  |  |  |  |  |  |  |  |  |  |  |  |  |  |  |  |  |  |  |  |  |  |  |  |  |  |  |  |
|                                              |                                              |                                              |                                              |                                              |                                              |  |  | 세신 골정 世神 骨正                              | 세신 골정 世神 骨正                              | 세신 골정 世神 骨正                              | 세신 골정 世神 骨正                              | 세신 골정 世神 骨正                              | 세신 골정 世神 骨正                              |  |  | 이매 伊買                                            | 이매 伊買                                            | 이매 伊買                                            | 이매 伊買                                            | 이매 伊買                                            | 이매 伊買                                            |  |  | 구도 갈문왕 仇道 葛文王                  | 구도 갈문왕 仇道 葛文王                  | 구도 갈문왕 仇道 葛文王                  | 구도 갈문왕 仇道 葛文王                  | 구도 갈문왕 仇道 葛文王                  | 구도 갈문왕 仇道 葛文王                  |  |  |                                                  |                                                  |                                                  |                                                  |                                                  |                                                  |  |  |                                          |                                          |                                          |                                          |                                          |                                          |  |  |  |  |  |  |  |  |  |  |  |  |  |  |  |  |  |  |  |  |  |  |  |  |  |  |  |  |  |  |  |  |  |  |  |  |  |  |  |  |
|                                              |                                              |                                              |                                              |                                              |                                              |  |  |                                                  |                                                  |                                                  |                                                  |                                                  |                                                  |  |  |                                                      |                                                      |                                                      |                                                      |                                                      |                                                      |  |  |                                          |                                          |                                          |                                          |                                          |                                          |  |  |                                                  |                                                  |                                                  |                                                  |                                                  |                                                  |  |  |                                          |                                          |                                          |                                          |                                          |                                          |  |  |  |  |  |  |  |  |  |  |  |  |  |  |  |  |  |  |  |  |  |  |  |  |  |  |  |  |  |  |  |  |  |  |  |  |  |  |  |  |
| 11 조분 이사금 助賁 泥師今 230년 ~ 247년     | 11 조분 이사금 助賁 泥師今 230년 ~ 247년     | 11 조분 이사금 助賁 泥師今 230년 ~ 247년     | 11 조분 이사금 助賁 泥師今 230년 ~ 247년     | 11 조분 이사금 助賁 泥師今 230년 ~ 247년     | 11 조분 이사금 助賁 泥師今 230년 ~ 247년     |  |  | 12 첨해 이사금 沾解 泥師今 247년 ~ 261년         | 12 첨해 이사금 沾解 泥師今 247년 ~ 261년         | 12 첨해 이사금 沾解 泥師今 247년 ~ 261년         | 12 첨해 이사금 沾解 泥師今 247년 ~ 261년         | 12 첨해 이사금 沾解 泥師今 247년 ~ 261년         | 12 첨해 이사금 沾解 泥師今 247년 ~ 261년         |  |  | 10 내해 이사금 奈解 泥師今 196년 ~ 230년             | 10 내해 이사금 奈解 泥師今 196년 ~ 230년             | 10 내해 이사금 奈解 泥師今 196년 ~ 230년             | 10 내해 이사금 奈解 泥師今 196년 ~ 230년             | 10 내해 이사금 奈解 泥師今 196년 ~ 230년             | 10 내해 이사금 奈解 泥師今 196년 ~ 230년             |  |  | 13 미추 이사금 味鄒 泥師今 261년 ~ 284년 | 13 미추 이사금 味鄒 泥師今 261년 ~ 284년 | 13 미추 이사금 味鄒 泥師今 261년 ~ 284년 | 13 미추 이사금 味鄒 泥師今 261년 ~ 284년 | 13 미추 이사금 味鄒 泥師今 261년 ~ 284년 | 13 미추 이사금 味鄒 泥師今 261년 ~ 284년 |  |  | 말구 末仇                                        | 말구 末仇                                        | 말구 末仇                                        | 말구 末仇                                        | 말구 末仇                                        | 말구 末仇                                        |  |  |                                          |                                          |                                          |                                          |                                          |                                          |  |  |  |  |  |  |  |  |  |  |  |  |  |  |  |  |  |  |  |  |  |  |  |  |  |  |  |  |  |  |  |  |  |  |  |  |  |  |  |  |
| 11 조분 이사금 助賁 泥師今 230년 ~ 247년     | 11 조분 이사금 助賁 泥師今 230년 ~ 247년     | 11 조분 이사금 助賁 泥師今 230년 ~ 247년     | 11 조분 이사금 助賁 泥師今 230년 ~ 247년     | 11 조분 이사금 助賁 泥師今 230년 ~ 247년     | 11 조분 이사금 助賁 泥師今 230년 ~ 247년     |  |  | 12 첨해 이사금 沾解 泥師今 247년 ~ 261년         | 12 첨해 이사금 沾解 泥師今 247년 ~ 261년         | 12 첨해 이사금 沾解 泥師今 247년 ~ 261년         | 12 첨해 이사금 沾解 泥師今 247년 ~ 261년         | 12 첨해 이사금 沾解 泥師今 247년 ~ 261년         | 12 첨해 이사금 沾解 泥師今 247년 ~ 261년         |  |  | 10 내해 이사금 奈解 泥師今 196년 ~ 230년             | 10 내해 이사금 奈解 泥師今 196년 ~ 230년             | 10 내해 이사금 奈解 泥師今 196년 ~ 230년             | 10 내해 이사금 奈解 泥師今 196년 ~ 230년             | 10 내해 이사금 奈解 泥師今 196년 ~ 230년             | 10 내해 이사금 奈解 泥師今 196년 ~ 230년             |  |  | 13 미추 이사금 味鄒 泥師今 261년 ~ 284년 | 13 미추 이사금 味鄒 泥師今 261년 ~ 284년 | 13 미추 이사금 味鄒 泥師今 261년 ~ 284년 | 13 미추 이사금 味鄒 泥師今 261년 ~ 284년 | 13 미추 이사금 味鄒 泥師今 261년 ~ 284년 | 13 미추 이사금 味鄒 泥師今 261년 ~ 284년 |  |  | 말구 末仇                                        | 말구 末仇                                        | 말구 末仇                                        | 말구 末仇                                        | 말구 末仇                                        | 말구 末仇                                        |  |  |                                          |                                          |                                          |                                          |                                          |                                          |  |  |  |  |  |  |  |  |  |  |  |  |  |  |  |  |  |  |  |  |  |  |  |  |  |  |  |  |  |  |  |  |  |  |  |  |  |  |  |  |
|                                              |                                              |                                              |                                              |                                              |                                              |  |  |                                                  |                                                  |                                                  |                                                  |                                                  |                                                  |  |  |                                                      |                                                      |                                                      |                                                      |                                                      |                                                      |  |  |                                          |                                          |                                          |                                          |                                          |                                          |  |  |                                                  |                                                  |                                                  |                                                  |                                                  |                                                  |  |  |                                          |                                          |                                          |                                          |                                          |                                          |  |  |  |  |  |  |  |  |  |  |  |  |  |  |  |  |  |  |  |  |  |  |  |  |  |  |  |  |  |  |  |  |  |  |  |  |  |  |  |  |
| 14 유례 이사금 儒禮 泥師今 284년 ~ 298년     | 14 유례 이사금 儒禮 泥師今 284년 ~ 298년     | 14 유례 이사금 儒禮 泥師今 284년 ~ 298년     | 14 유례 이사금 儒禮 泥師今 284년 ~ 298년     | 14 유례 이사금 儒禮 泥師今 284년 ~ 298년     | 14 유례 이사금 儒禮 泥師今 284년 ~ 298년     |  |  | 걸숙 乞淑                                        | 걸숙 乞淑                                        | 걸숙 乞淑                                        | 걸숙 乞淑                                        | 걸숙 乞淑                                        | 걸숙 乞淑                                        |  |  | 우로 于老                                            | 우로 于老                                            | 우로 于老                                            | 우로 于老                                            | 우로 于老                                            | 우로 于老                                            |  |  |                                          |                                          |                                          |                                          |                                          |                                          |  |  | 17 내물 마립간 奈勿 麻立干 356년 ~ 402년         | 17 내물 마립간 奈勿 麻立干 356년 ~ 402년         | 17 내물 마립간 奈勿 麻立干 356년 ~ 402년         | 17 내물 마립간 奈勿 麻立干 356년 ~ 402년         | 17 내물 마립간 奈勿 麻立干 356년 ~ 402년         | 17 내물 마립간 奈勿 麻立干 356년 ~ 402년         |  |  | 대서지 大西知                            | 대서지 大西知                            | 대서지 大西知                            | 대서지 大西知                            | 대서지 大西知                            | 대서지 大西知                            |  |  |  |  |  |  |  |  |  |  |  |  |  |  |  |  |  |  |  |  |  |  |  |  |  |  |  |  |  |  |  |  |  |  |  |  |  |  |  |  |
| 14 유례 이사금 儒禮 泥師今 284년 ~ 298년     | 14 유례 이사금 儒禮 泥師今 284년 ~ 298년     | 14 유례 이사금 儒禮 泥師今 284년 ~ 298년     | 14 유례 이사금 儒禮 泥師今 284년 ~ 298년     | 14 유례 이사금 儒禮 泥師今 284년 ~ 298년     | 14 유례 이사금 儒禮 泥師今 284년 ~ 298년     |  |  | 걸숙 乞淑                                        | 걸숙 乞淑                                        | 걸숙 乞淑                                        | 걸숙 乞淑                                        | 걸숙 乞淑                                        | 걸숙 乞淑                                        |  |  | 우로 于老                                            | 우로 于老                                            | 우로 于老                                            | 우로 于老                                            | 우로 于老                                            | 우로 于老                                            |  |  |                                          |                                          |                                          |                                          |                                          |                                          |  |  | 17 내물 마립간 奈勿 麻立干 356년 ~ 402년         | 17 내물 마립간 奈勿 麻立干 356년 ~ 402년         | 17 내물 마립간 奈勿 麻立干 356년 ~ 402년         | 17 내물 마립간 奈勿 麻立干 356년 ~ 402년         | 17 내물 마립간 奈勿 麻立干 356년 ~ 402년         | 17 내물 마립간 奈勿 麻立干 356년 ~ 402년         |  |  | 대서지 大西知                            | 대서지 大西知                            | 대서지 大西知                            | 대서지 大西知                            | 대서지 大西知                            | 대서지 大西知                            |  |  |  |  |  |  |  |  |  |  |  |  |  |  |  |  |  |  |  |  |  |  |  |  |  |  |  |  |  |  |  |  |  |  |  |  |  |  |  |  |
|                                              |                                              |                                              |                                              |                                              |                                              |  |  |                                                  |                                                  |                                                  |                                                  |                                                  |                                                  |  |  |                                                      |                                                      |                                                      |                                                      |                                                      |                                                      |  |  |                                          |                                          |                                          |                                          |                                          |                                          |  |  |                                                  |                                                  |                                                  |                                                  |                                                  |                                                  |  |  |                                          |                                          |                                          |                                          |                                          |                                          |  |  |  |  |  |  |  |  |  |  |  |  |  |  |  |  |  |  |  |  |  |  |  |  |  |  |  |  |  |  |  |  |  |  |  |  |  |  |  |  |
|                                              |                                              |                                              |                                              |                                              |                                              |  |  | 15 기림 이사금 基臨 泥師今 298년 ~ 310년         | 15 기림 이사금 基臨 泥師今 298년 ~ 310년         | 15 기림 이사금 基臨 泥師今 298년 ~ 310년         | 15 기림 이사금 基臨 泥師今 298년 ~ 310년         | 15 기림 이사금 基臨 泥師今 298년 ~ 310년         | 15 기림 이사금 基臨 泥師今 298년 ~ 310년         |  |  | 16 흘해 이사금 訖解 泥師今 310년 ~ 356년             | 16 흘해 이사금 訖解 泥師今 310년 ~ 356년             | 16 흘해 이사금 訖解 泥師今 310년 ~ 356년             | 16 흘해 이사금 訖解 泥師今 310년 ~ 356년             | 16 흘해 이사금 訖解 泥師今 310년 ~ 356년             | 16 흘해 이사금 訖解 泥師今 310년 ~ 356년             |  |  | 19 눌지 마립간 訥祗 麻立干 417년 ~ 458년 | 19 눌지 마립간 訥祗 麻立干 417년 ~ 458년 | 19 눌지 마립간 訥祗 麻立干 417년 ~ 458년 | 19 눌지 마립간 訥祗 麻立干 417년 ~ 458년 | 19 눌지 마립간 訥祗 麻立干 417년 ~ 458년 | 19 눌지 마립간 訥祗 麻立干 417년 ~ 458년 |  |  | 파호 갈문왕 巴胡 葛文王                          | 파호 갈문왕 巴胡 葛文王                          | 파호 갈문왕 巴胡 葛文王                          | 파호 갈문왕 巴胡 葛文王                          | 파호 갈문왕 巴胡 葛文王                          | 파호 갈문왕 巴胡 葛文王                          |  |  | 18 실성 마립간 實聖 麻立干 402년 ~ 417년 | 18 실성 마립간 實聖 麻立干 402년 ~ 417년 | 18 실성 마립간 實聖 麻立干 402년 ~ 417년 | 18 실성 마립간 實聖 麻立干 402년 ~ 417년 | 18 실성 마립간 實聖 麻立干 402년 ~ 417년 | 18 실성 마립간 實聖 麻立干 402년 ~ 417년 |  |  |  |  |  |  |  |  |  |  |  |  |  |  |  |  |  |  |  |  |  |  |  |  |  |  |  |  |  |  |  |  |  |  |  |  |  |  |  |  |
|                                              |                                              |                                              |                                              |                                              |                                              |  |  | 15 기림 이사금 基臨 泥師今 298년 ~ 310년         | 15 기림 이사금 基臨 泥師今 298년 ~ 310년         | 15 기림 이사금 基臨 泥師今 298년 ~ 310년         | 15 기림 이사금 基臨 泥師今 298년 ~ 310년         | 15 기림 이사금 基臨 泥師今 298년 ~ 310년         | 15 기림 이사금 基臨 泥師今 298년 ~ 310년         |  |  | 16 흘해 이사금 訖解 泥師今 310년 ~ 356년             | 16 흘해 이사금 訖解 泥師今 310년 ~ 356년             | 16 흘해 이사금 訖解 泥師今 310년 ~ 356년             | 16 흘해 이사금 訖解 泥師今 310년 ~ 356년             | 16 흘해 이사금 訖解 泥師今 310년 ~ 356년             | 16 흘해 이사금 訖解 泥師今 310년 ~ 356년             |  |  | 19 눌지 마립간 訥祗 麻立干 417년 ~ 458년 | 19 눌지 마립간 訥祗 麻立干 417년 ~ 458년 | 19 눌지 마립간 訥祗 麻立干 417년 ~ 458년 | 19 눌지 마립간 訥祗 麻立干 417년 ~ 458년 | 19 눌지 마립간 訥祗 麻立干 417년 ~ 458년 | 19 눌지 마립간 訥祗 麻立干 417년 ~ 458년 |  |  | 파호 갈문왕 巴胡 葛文王                          | 파호 갈문왕 巴胡 葛文王                          | 파호 갈문왕 巴胡 葛文王                          | 파호 갈문왕 巴胡 葛文王                          | 파호 갈문왕 巴胡 葛文王                          | 파호 갈문왕 巴胡 葛文王                          |  |  | 18 실성 마립간 實聖 麻立干 402년 ~ 417년 | 18 실성 마립간 實聖 麻立干 402년 ~ 417년 | 18 실성 마립간 實聖 麻立干 402년 ~ 417년 | 18 실성 마립간 實聖 麻立干 402년 ~ 417년 | 18 실성 마립간 實聖 麻立干 402년 ~ 417년 | 18 실성 마립간 實聖 麻立干 402년 ~ 417년 |  |  |  |  |  |  |  |  |  |  |  |  |  |  |  |  |  |  |  |  |  |  |  |  |  |  |  |  |  |  |  |  |  |  |  |  |  |  |  |  |
|                                              |                                              |                                              |                                              |                                              |                                              |  |  |                                                  |                                                  |                                                  |                                                  |                                                  |                                                  |  |  |                                                      |                                                      |                                                      |                                                      |                                                      |                                                      |  |  | 20 자비 마립간 慈悲 麻立干 458년 ~ 479년 | 20 자비 마립간 慈悲 麻立干 458년 ~ 479년 | 20 자비 마립간 慈悲 麻立干 458년 ~ 479년 | 20 자비 마립간 慈悲 麻立干 458년 ~ 479년 | 20 자비 마립간 慈悲 麻立干 458년 ~ 479년 | 20 자비 마립간 慈悲 麻立干 458년 ~ 479년 |  |  | 습보 갈문왕 習寶 葛文王                          | 습보 갈문왕 習寶 葛文王                          | 습보 갈문왕 習寶 葛文王                          | 습보 갈문왕 習寶 葛文王                          | 습보 갈문왕 習寶 葛文王                          | 습보 갈문왕 習寶 葛文王                          |  |  |                                          |                                          |                                          |                                          |                                          |                                          |  |  |  |  |  |  |  |  |  |  |  |  |  |  |  |  |  |  |  |  |  |  |  |  |  |  |  |  |  |  |  |  |  |  |  |  |  |  |  |  |
|                                              |                                              |                                              |                                              |                                              |                                              |  |  |                                                  |                                                  |                                                  |                                                  |                                                  |                                                  |  |  |                                                      |                                                      |                                                      |                                                      |                                                      |                                                      |  |  | 20 자비 마립간 慈悲 麻立干 458년 ~ 479년 | 20 자비 마립간 慈悲 麻立干 458년 ~ 479년 | 20 자비 마립간 慈悲 麻立干 458년 ~ 479년 | 20 자비 마립간 慈悲 麻立干 458년 ~ 479년 | 20 자비 마립간 慈悲 麻立干 458년 ~ 479년 | 20 자비 마립간 慈悲 麻立干 458년 ~ 479년 |  |  | 습보 갈문왕 習寶 葛文王                          | 습보 갈문왕 習寶 葛文王                          | 습보 갈문왕 習寶 葛文王                          | 습보 갈문왕 習寶 葛文王                          | 습보 갈문왕 習寶 葛文王                          | 습보 갈문왕 習寶 葛文王                          |  |  |                                          |                                          |                                          |                                          |                                          |                                          |  |  |  |  |  |  |  |  |  |  |  |  |  |  |  |  |  |  |  |  |  |  |  |  |  |  |  |  |  |  |  |  |  |  |  |  |  |  |  |  |
|                                              |                                              |                                              |                                              |                                              |                                              |  |  |                                                  |                                                  |                                                  |                                                  |                                                  |                                                  |  |  |                                                      |                                                      |                                                      |                                                      |                                                      |                                                      |  |  | 21 소지 마립간 炤知 麻立干 479년 ~ 500년 | 21 소지 마립간 炤知 麻立干 479년 ~ 500년 | 21 소지 마립간 炤知 麻立干 479년 ~ 500년 | 21 소지 마립간 炤知 麻立干 479년 ~ 500년 | 21 소지 마립간 炤知 麻立干 479년 ~ 500년 | 21 소지 마립간 炤知 麻立干 479년 ~ 500년 |  |  | 22 지증왕 지대로 智證王 智大路 500년 ~ 514년     | 22 지증왕 지대로 智證王 智大路 500년 ~ 514년     | 22 지증왕 지대로 智證王 智大路 500년 ~ 514년     | 22 지증왕 지대로 智證王 智大路 500년 ~ 514년     | 22 지증왕 지대로 智證王 智大路 500년 ~ 514년     | 22 지증왕 지대로 智證王 智大路 500년 ~ 514년     |  |  |                                          |                                          |                                          |                                          |                                          |                                          |  |  |  |  |  |  |  |  |  |  |  |  |  |  |  |  |  |  |  |  |  |  |  |  |  |  |  |  |  |  |  |  |  |  |  |  |  |  |  |  |
|                                              |                                              |                                              |                                              |                                              |                                              |  |  |                                                  |                                                  |                                                  |                                                  |                                                  |                                                  |  |  |                                                      |                                                      |                                                      |                                                      |                                                      |                                                      |  |  | 21 소지 마립간 炤知 麻立干 479년 ~ 500년 | 21 소지 마립간 炤知 麻立干 479년 ~ 500년 | 21 소지 마립간 炤知 麻立干 479년 ~ 500년 | 21 소지 마립간 炤知 麻立干 479년 ~ 500년 | 21 소지 마립간 炤知 麻立干 479년 ~ 500년 | 21 소지 마립간 炤知 麻立干 479년 ~ 500년 |  |  | 22 지증왕 지대로 智證王 智大路 500년 ~ 514년     | 22 지증왕 지대로 智證王 智大路 500년 ~ 514년     | 22 지증왕 지대로 智證王 智大路 500년 ~ 514년     | 22 지증왕 지대로 智證王 智大路 500년 ~ 514년     | 22 지증왕 지대로 智證王 智大路 500년 ~ 514년     | 22 지증왕 지대로 智證王 智大路 500년 ~ 514년     |  |  |                                          |                                          |                                          |                                          |                                          |                                          |  |  |  |  |  |  |  |  |  |  |  |  |  |  |  |  |  |  |  |  |  |  |  |  |  |  |  |  |  |  |  |  |  |  |  |  |  |  |  |  |
|                                              |                                              |                                              |                                              |                                              |                                              |  |  |                                                  |                                                  |                                                  |                                                  |                                                  |                                                  |  |  |                                                      |                                                      |                                                      |                                                      |                                                      |                                                      |  |  |                                          |                                          |                                          |                                          |                                          |                                          |  |  |                                                  |                                                  |                                                  |                                                  |                                                  |                                                  |  |  |                                          |                                          |                                          |                                          |                                          |                                          |  |  |  |  |  |  |  |  |  |  |  |  |  |  |  |  |  |  |  |  |  |  |  |  |  |  |  |  |  |  |  |  |  |  |  |  |  |  |  |  |
|                                              |                                              |                                              |                                              |                                              |                                              |  |  |                                                  |                                                  |                                                  |                                                  |                                                  |                                                  |  |  |                                                      |                                                      |                                                      |                                                      |                                                      |                                                      |  |  | 23 법흥왕 원종 法興王 原宗 514년 ~ 540년 | 23 법흥왕 원종 法興王 原宗 514년 ~ 540년 | 23 법흥왕 원종 法興王 原宗 514년 ~ 540년 | 23 법흥왕 원종 法興王 原宗 514년 ~ 540년 | 23 법흥왕 원종 法興王 原宗 514년 ~ 540년 | 23 법흥왕 원종 法興王 原宗 514년 ~ 540년 |  |  | 입종 갈문왕 立宗 葛文王                          | 입종 갈문왕 立宗 葛文王                          | 입종 갈문왕 立宗 葛文王                          | 입종 갈문왕 立宗 葛文王                          | 입종 갈문왕 立宗 葛文王                          | 입종 갈문왕 立宗 葛文王                          |  |  |                                          |                                          |                                          |                                          |                                          |                                          |  |  |  |  |  |  |  |  |  |  |  |  |  |  |  |  |  |  |  |  |  |  |  |  |  |  |  |  |  |  |  |  |  |  |  |  |  |  |  |  |
|                                              |                                              |                                              |                                              |                                              |                                              |  |  |                                                  |                                                  |                                                  |                                                  |                                                  |                                                  |  |  |                                                      |                                                      |                                                      |                                                      |                                                      |                                                      |  |  | 23 법흥왕 원종 法興王 原宗 514년 ~ 540년 | 23 법흥왕 원종 法興王 原宗 514년 ~ 540년 | 23 법흥왕 원종 法興王 原宗 514년 ~ 540년 | 23 법흥왕 원종 法興王 原宗 514년 ~ 540년 | 23 법흥왕 원종 法興王 原宗 514년 ~ 540년 | 23 법흥왕 원종 法興王 原宗 514년 ~ 540년 |  |  | 입종 갈문왕 立宗 葛文王                          | 입종 갈문왕 立宗 葛文王                          | 입종 갈문왕 立宗 葛文王                          | 입종 갈문왕 立宗 葛文王                          | 입종 갈문왕 立宗 葛文王                          | 입종 갈문왕 立宗 葛文王                          |  |  |                                          |                                          |                                          |                                          |                                          |                                          |  |  |  |  |  |  |  |  |  |  |  |  |  |  |  |  |  |  |  |  |  |  |  |  |  |  |  |  |  |  |  |  |  |  |  |  |  |  |  |  |
|                                              |                                              |                                              |                                              |                                              |                                              |  |  |                                                  |                                                  |                                                  |                                                  |                                                  |                                                  |  |  |                                                      |                                                      |                                                      |                                                      |                                                      |                                                      |  |  |                                          |                                          |                                          |                                          |                                          |                                          |  |  | 24 진흥왕 삼맥종 眞興王 彡麥宗 540년 ~ 576년     |                                                  |                                                  |                                                  |                                                  |                                                  |  |  |                                          |                                          |                                          |                                          |                                          |                                          |  |  |  |  |  |  |  |  |  |  |  |  |  |  |  |  |  |  |  |  |  |  |  |  |  |  |  |  |  |  |  |  |  |  |  |  |  |  |  |  |
|                                              |                                              |                                              |                                              |                                              |                                              |  |  |                                                  |                                                  |                                                  |                                                  |                                                  |                                                  |  |  |                                                      |                                                      |                                                      |                                                      |                                                      |                                                      |  |  |                                          |                                          |                                          |                                          |                                          |                                          |  |  |                                                  |                                                  |                                                  |                                                  |                                                  |                                                  |  |  |                                          |                                          |                                          |                                          |                                          |                                          |  |  |  |  |  |  |  |  |  |  |  |  |  |  |  |  |  |  |  |  |  |  |  |  |  |  |  |  |  |  |  |  |  |  |  |  |  |  |  |  |
|                                              |                                              |                                              |                                              |                                              |                                              |  |  |                                                  |                                                  |                                                  |                                                  |                                                  |                                                  |  |  |                                                      |                                                      |                                                      |                                                      |                                                      |                                                      |  |  |                                          |                                          |                                          |                                          |                                          |                                          |  |  |                                                  |                                                  |                                                  |                                                  |                                                  |                                                  |  |  |                                          |                                          |                                          |                                          |                                          |                                          |  |  |  |  |  |  |  |  |  |  |  |  |  |  |  |  |  |  |  |  |  |  |  |  |  |  |  |  |  |  |  |  |  |  |  |  |  |  |  |  |
| 동륜 銅輪                                    | 동륜 銅輪                                    | 동륜 銅輪                                    | 동륜 銅輪                                    | 동륜 銅輪                                    | 동륜 銅輪                                    |  |  |                                                  |                                                  |                                                  |                                                  |                                                  |                                                  |  |  |                                                      |                                                      |                                                      |                                                      |                                                      |                                                      |  |  |                                          |                                          |                                          |                                          |                                          |                                          |  |  | 25 진지왕 사륜 眞智王 舍輪 576년 ~ 579년         | 25 진지왕 사륜 眞智王 舍輪 576년 ~ 579년         | 25 진지왕 사륜 眞智王 舍輪 576년 ~ 579년         | 25 진지왕 사륜 眞智王 舍輪 576년 ~ 579년         | 25 진지왕 사륜 眞智王 舍輪 576년 ~ 579년         | 25 진지왕 사륜 眞智王 舍輪 576년 ~ 579년         |  |  |                                          |                                          |                                          |                                          |                                          |                                          |  |  |  |  |  |  |  |  |  |  |  |  |  |  |  |  |  |  |  |  |  |  |  |  |  |  |  |  |  |  |  |  |  |  |  |  |  |  |  |  |
| 동륜 銅輪                                    | 동륜 銅輪                                    | 동륜 銅輪                                    | 동륜 銅輪                                    | 동륜 銅輪                                    | 동륜 銅輪                                    |  |  |                                                  |                                                  |                                                  |                                                  |                                                  |                                                  |  |  |                                                      |                                                      |                                                      |                                                      |                                                      |                                                      |  |  |                                          |                                          |                                          |                                          |                                          |                                          |  |  | 25 진지왕 사륜 眞智王 舍輪 576년 ~ 579년         | 25 진지왕 사륜 眞智王 舍輪 576년 ~ 579년         | 25 진지왕 사륜 眞智王 舍輪 576년 ~ 579년         | 25 진지왕 사륜 眞智王 舍輪 576년 ~ 579년         | 25 진지왕 사륜 眞智王 舍輪 576년 ~ 579년         | 25 진지왕 사륜 眞智王 舍輪 576년 ~ 579년         |  |  |                                          |                                          |                                          |                                          |                                          |                                          |  |  |  |  |  |  |  |  |  |  |  |  |  |  |  |  |  |  |  |  |  |  |  |  |  |  |  |  |  |  |  |  |  |  |  |  |  |  |  |  |
|                                              |                                              |                                              |                                              |                                              |                                              |  |  |                                                  |                                                  |                                                  |                                                  |                                                  |                                                  |  |  |                                                      |                                                      |                                                      |                                                      |                                                      |                                                      |  |  |                                          |                                          |                                          |                                          |                                          |                                          |  |  |                                                  |                                                  |                                                  |                                                  |                                                  |                                                  |  |  |                                          |                                          |                                          |                                          |                                          |                                          |  |  |  |  |  |  |  |  |  |  |  |  |  |  |  |  |  |  |  |  |  |  |  |  |  |  |  |  |  |  |  |  |  |  |  |  |  |  |  |  |
| 26 진평왕 백정 眞平王 伯淨 579년 ~ 632년     | 26 진평왕 백정 眞平王 伯淨 579년 ~ 632년     | 26 진평왕 백정 眞平王 伯淨 579년 ~ 632년     | 26 진평왕 백정 眞平王 伯淨 579년 ~ 632년     | 26 진평왕 백정 眞平王 伯淨 579년 ~ 632년     | 26 진평왕 백정 眞平王 伯淨 579년 ~ 632년     |  |  | 백반 갈문왕 伯飯 葛文王                          | 백반 갈문왕 伯飯 葛文王                          | 백반 갈문왕 伯飯 葛文王                          | 백반 갈문왕 伯飯 葛文王                          | 백반 갈문왕 伯飯 葛文王                          | 백반 갈문왕 伯飯 葛文王                          |  |  | 국반 갈문왕 國飯 葛文王                              | 국반 갈문왕 國飯 葛文王                              | 국반 갈문왕 國飯 葛文王                              | 국반 갈문왕 國飯 葛文王                              | 국반 갈문왕 國飯 葛文王                              | 국반 갈문왕 國飯 葛文王                              |  |  |                                          |                                          |                                          |                                          |                                          |                                          |  |  | 용수 龍樹                                        | 용수 龍樹                                        | 용수 龍樹                                        | 용수 龍樹                                        | 용수 龍樹                                        | 용수 龍樹                                        |  |  | 마차 摩次                                | 마차 摩次                                | 마차 摩次                                | 마차 摩次                                | 마차 摩次                                | 마차 摩次                                |  |  |  |  |  |  |  |  |  |  |  |  |  |  |  |  |  |  |  |  |  |  |  |  |  |  |  |  |  |  |  |  |  |  |  |  |  |  |  |  |
| 26 진평왕 백정 眞平王 伯淨 579년 ~ 632년     | 26 진평왕 백정 眞平王 伯淨 579년 ~ 632년     | 26 진평왕 백정 眞平王 伯淨 579년 ~ 632년     | 26 진평왕 백정 眞平王 伯淨 579년 ~ 632년     | 26 진평왕 백정 眞平王 伯淨 579년 ~ 632년     | 26 진평왕 백정 眞平王 伯淨 579년 ~ 632년     |  |  | 백반 갈문왕 伯飯 葛文王                          | 백반 갈문왕 伯飯 葛文王                          | 백반 갈문왕 伯飯 葛文王                          | 백반 갈문왕 伯飯 葛文王                          | 백반 갈문왕 伯飯 葛文王                          | 백반 갈문왕 伯飯 葛文王                          |  |  | 국반 갈문왕 國飯 葛文王                              | 국반 갈문왕 國飯 葛文王                              | 국반 갈문왕 國飯 葛文王                              | 국반 갈문왕 國飯 葛文王                              | 국반 갈문왕 國飯 葛文王                              | 국반 갈문왕 國飯 葛文王                              |  |  |                                          |                                          |                                          |                                          |                                          |                                          |  |  | 용수 龍樹                                        | 용수 龍樹                                        | 용수 龍樹                                        | 용수 龍樹                                        | 용수 龍樹                                        | 용수 龍樹                                        |  |  | 마차 摩次                                | 마차 摩次                                | 마차 摩次                                | 마차 摩次                                | 마차 摩次                                | 마차 摩次                                |  |  |  |  |  |  |  |  |  |  |  |  |  |  |  |  |  |  |  |  |  |  |  |  |  |  |  |  |  |  |  |  |  |  |  |  |  |  |  |  |
|                                              |                                              |                                              |                                              |                                              |                                              |  |  |                                                  |                                                  |                                                  |                                                  |                                                  |                                                  |  |  |                                                      |                                                      |                                                      |                                                      |                                                      |                                                      |  |  |                                          |                                          |                                          |                                          |                                          |                                          |  |  |                                                  |                                                  |                                                  |                                                  |                                                  |                                                  |  |  |                                          |                                          |                                          |                                          |                                          |                                          |  |  |  |  |  |  |  |  |  |  |  |  |  |  |  |  |  |  |  |  |  |  |  |  |  |  |  |  |  |  |  |  |  |  |  |  |  |  |  |  |
| 27 선덕여왕 덕만 善德女王 德曼 632년 ~ 647년 | 27 선덕여왕 덕만 善德女王 德曼 632년 ~ 647년 | 27 선덕여왕 덕만 善德女王 德曼 632년 ~ 647년 | 27 선덕여왕 덕만 善德女王 德曼 632년 ~ 647년 | 27 선덕여왕 덕만 善德女王 德曼 632년 ~ 647년 | 27 선덕여왕 덕만 善德女王 德曼 632년 ~ 647년 |  |  |                                                  |                                                  |                                                  |                                                  |                                                  |                                                  |  |  | 28(상대終) 진덕여왕 승만 眞德女王 勝曼 647년 ~ 654년 | 28(상대終) 진덕여왕 승만 眞德女王 勝曼 647년 ~ 654년 | 28(상대終) 진덕여왕 승만 眞德女王 勝曼 647년 ~ 654년 | 28(상대終) 진덕여왕 승만 眞德女王 勝曼 647년 ~ 654년 | 28(상대終) 진덕여왕 승만 眞德女王 勝曼 647년 ~ 654년 | 28(상대終) 진덕여왕 승만 眞德女王 勝曼 647년 ~ 654년 |  |  | 알천 閼川                                | 알천 閼川                                | 알천 閼川                                | 알천 閼川                                | 알천 閼川                                | 알천 閼川                                |  |  | 29(중대始) 무열왕 춘추 武烈王 春秋 654년 ~ 661년 | 29(중대始) 무열왕 춘추 武烈王 春秋 654년 ~ 661년 | 29(중대始) 무열왕 춘추 武烈王 春秋 654년 ~ 661년 | 29(중대始) 무열왕 춘추 武烈王 春秋 654년 ~ 661년 | 29(중대始) 무열왕 춘추 武烈王 春秋 654년 ~ 661년 | 29(중대始) 무열왕 춘추 武烈王 春秋 654년 ~ 661년 |  |  | 추존 현성대왕 법선 玄聖大王 法宣         | 추존 현성대왕 법선 玄聖大王 法宣         | 추존 현성대왕 법선 玄聖大王 法宣         | 추존 현성대왕 법선 玄聖大王 法宣         | 추존 현성대왕 법선 玄聖大王 法宣         | 추존 현성대왕 법선 玄聖大王 法宣         |  |  |  |  |  |  |  |  |  |  |  |  |  |  |  |  |  |  |  |  |  |  |  |  |  |  |  |  |  |  |  |  |  |  |  |  |  |  |  |  |
| 27 선덕여왕 덕만 善德女王 德曼 632년 ~ 647년 | 27 선덕여왕 덕만 善德女王 德曼 632년 ~ 647년 | 27 선덕여왕 덕만 善德女王 德曼 632년 ~ 647년 | 27 선덕여왕 덕만 善德女王 德曼 632년 ~ 647년 | 27 선덕여왕 덕만 善德女王 德曼 632년 ~ 647년 | 27 선덕여왕 덕만 善德女王 德曼 632년 ~ 647년 |  |  |                                                  |                                                  |                                                  |                                                  |                                                  |                                                  |  |  | 28(상대終) 진덕여왕 승만 眞德女王 勝曼 647년 ~ 654년 | 28(상대終) 진덕여왕 승만 眞德女王 勝曼 647년 ~ 654년 | 28(상대終) 진덕여왕 승만 眞德女王 勝曼 647년 ~ 654년 | 28(상대終) 진덕여왕 승만 眞德女王 勝曼 647년 ~ 654년 | 28(상대終) 진덕여왕 승만 眞德女王 勝曼 647년 ~ 654년 | 28(상대終) 진덕여왕 승만 眞德女王 勝曼 647년 ~ 654년 |  |  | 알천 閼川                                | 알천 閼川                                | 알천 閼川                                | 알천 閼川                                | 알천 閼川                                | 알천 閼川                                |  |  | 29(중대始) 무열왕 춘추 武烈王 春秋 654년 ~ 661년 | 29(중대始) 무열왕 춘추 武烈王 春秋 654년 ~ 661년 | 29(중대始) 무열왕 춘추 武烈王 春秋 654년 ~ 661년 | 29(중대始) 무열왕 춘추 武烈王 春秋 654년 ~ 661년 | 29(중대始) 무열왕 춘추 武烈王 春秋 654년 ~ 661년 | 29(중대始) 무열왕 춘추 武烈王 春秋 654년 ~ 661년 |  |  | 추존 현성대왕 법선 玄聖大王 法宣         | 추존 현성대왕 법선 玄聖大王 法宣         | 추존 현성대왕 법선 玄聖大王 法宣         | 추존 현성대왕 법선 玄聖大王 法宣         | 추존 현성대왕 법선 玄聖大王 法宣         | 추존 현성대왕 법선 玄聖大王 法宣         |  |  |  |  |  |  |  |  |  |  |  |  |  |  |  |  |  |  |  |  |  |  |  |  |  |  |  |  |  |  |  |  |  |  |  |  |  |  |  |  |
|                                              |                                              |                                              |                                              |                                              |                                              |  |  |                                                  |                                                  |                                                  |                                                  |                                                  |                                                  |  |  |                                                      |                                                      |                                                      |                                                      |                                                      |                                                      |  |  |                                          |                                          |                                          |                                          |                                          |                                          |  |  |                                                  |                                                  |                                                  |                                                  |                                                  |                                                  |  |  |                                          |                                          |                                          |                                          |                                          |                                          |  |  |  |  |  |  |  |  |  |  |  |  |  |  |  |  |  |  |  |  |  |  |  |  |  |  |  |  |  |  |  |  |  |  |  |  |  |  |  |  |
| 30 문무왕 법민 文武王 法敏 661년 ~ 681년     | 30 문무왕 법민 文武王 法敏 661년 ~ 681년     | 30 문무왕 법민 文武王 法敏 661년 ~ 681년     | 30 문무왕 법민 文武王 法敏 661년 ~ 681년     | 30 문무왕 법민 文武王 法敏 661년 ~ 681년     | 30 문무왕 법민 文武王 法敏 661년 ~ 681년     |  |  |                                                  |                                                  |                                                  |                                                  |                                                  |                                                  |  |  |                                                      |                                                      |                                                      |                                                      |                                                      |                                                      |  |  |                                          |                                          |                                          |                                          |                                          |                                          |  |  | ?                                                | ?                                                | ?                                                | ?                                                | ?                                                | ?                                                |  |  | 추존 신영대왕 의관 神英大王 義寬         | 추존 신영대왕 의관 神英大王 義寬         | 추존 신영대왕 의관 神英大王 義寬         | 추존 신영대왕 의관 神英大王 義寬         | 추존 신영대왕 의관 神英大王 義寬         | 추존 신영대왕 의관 神英大王 義寬         |  |  |  |  |  |  |  |  |  |  |  |  |  |  |  |  |  |  |  |  |  |  |  |  |  |  |  |  |  |  |  |  |  |  |  |  |  |  |  |  |
| 30 문무왕 법민 文武王 法敏 661년 ~ 681년     | 30 문무왕 법민 文武王 法敏 661년 ~ 681년     | 30 문무왕 법민 文武王 法敏 661년 ~ 681년     | 30 문무왕 법민 文武王 法敏 661년 ~ 681년     | 30 문무왕 법민 文武王 法敏 661년 ~ 681년     | 30 문무왕 법민 文武王 法敏 661년 ~ 681년     |  |  |                                                  |                                                  |                                                  |                                                  |                                                  |                                                  |  |  |                                                      |                                                      |                                                      |                                                      |                                                      |                                                      |  |  |                                          |                                          |                                          |                                          |                                          |                                          |  |  | ?                                                | ?                                                | ?                                                | ?                                                | ?                                                | ?                                                |  |  | 추존 신영대왕 의관 神英大王 義寬         | 추존 신영대왕 의관 神英大王 義寬         | 추존 신영대왕 의관 神英大王 義寬         | 추존 신영대왕 의관 神英大王 義寬         | 추존 신영대왕 의관 神英大王 義寬         | 추존 신영대왕 의관 神英大王 義寬         |  |  |  |  |  |  |  |  |  |  |  |  |  |  |  |  |  |  |  |  |  |  |  |  |  |  |  |  |  |  |  |  |  |  |  |  |  |  |  |  |
|                                              |                                              |                                              |                                              |                                              |                                              |  |  |                                                  |                                                  |                                                  |                                                  |                                                  |                                                  |  |  |                                                      |                                                      |                                                      |                                                      |                                                      |                                                      |  |  |                                          |                                          |                                          |                                          |                                          |                                          |  |  |                                                  |                                                  |                                                  |                                                  |                                                  |                                                  |  |  |                                          |                                          |                                          |                                          |                                          |                                          |  |  |  |  |  |  |  |  |  |  |  |  |  |  |  |  |  |  |  |  |  |  |  |  |  |  |  |  |  |  |  |  |  |  |  |  |  |  |  |  |
| 31 신문왕 정명 神文王 政明 681년 ~ 692년     | 31 신문왕 정명 神文王 政明 681년 ~ 692년     | 31 신문왕 정명 神文王 政明 681년 ~ 692년     | 31 신문왕 정명 神文王 政明 681년 ~ 692년     | 31 신문왕 정명 神文王 政明 681년 ~ 692년     | 31 신문왕 정명 神文王 政明 681년 ~ 692년     |  |  |                                                  |                                                  |                                                  |                                                  |                                                  |                                                  |  |  |                                                      |                                                      |                                                      |                                                      |                                                      |                                                      |  |  |                                          |                                          |                                          |                                          |                                          |                                          |  |  | 추존 흥평대왕 위문 興平大王 魏文                 | 추존 흥평대왕 위문 興平大王 魏文                 | 추존 흥평대왕 위문 興平大王 魏文                 | 추존 흥평대왕 위문 興平大王 魏文                 | 추존 흥평대왕 위문 興平大王 魏文                 | 추존 흥평대왕 위문 興平大王 魏文                 |  |  |                                          |                                          |                                          |                                          |                                          |                                          |  |  |  |  |  |  |  |  |  |  |  |  |  |  |  |  |  |  |  |  |  |  |  |  |  |  |  |  |  |  |  |  |  |  |  |  |  |  |  |  |
| 31 신문왕 정명 神文王 政明 681년 ~ 692년     | 31 신문왕 정명 神文王 政明 681년 ~ 692년     | 31 신문왕 정명 神文王 政明 681년 ~ 692년     | 31 신문왕 정명 神文王 政明 681년 ~ 692년     | 31 신문왕 정명 神文王 政明 681년 ~ 692년     | 31 신문왕 정명 神文王 政明 681년 ~ 692년     |  |  |                                                  |                                                  |                                                  |                                                  |                                                  |                                                  |  |  |                                                      |                                                      |                                                      |                                                      |                                                      |                                                      |  |  |                                          |                                          |                                          |                                          |                                          |                                          |  |  | 추존 흥평대왕 위문 興平大王 魏文                 | 추존 흥평대왕 위문 興平大王 魏文                 | 추존 흥평대왕 위문 興平大王 魏文                 | 추존 흥평대왕 위문 興平大王 魏文                 | 추존 흥평대왕 위문 興平大王 魏文                 | 추존 흥평대왕 위문 興平大王 魏文                 |  |  |                                          |                                          |                                          |                                          |                                          |                                          |  |  |  |  |  |  |  |  |  |  |  |  |  |  |  |  |  |  |  |  |  |  |  |  |  |  |  |  |  |  |  |  |  |  |  |  |  |  |  |  |
|                                              |                                              |                                              |                                              |                                              |                                              |  |  |                                                  |                                                  |                                                  |                                                  |                                                  |                                                  |  |  |                                                      |                                                      |                                                      |                                                      |                                                      |                                                      |  |  |                                          |                                          |                                          |                                          |                                          |                                          |  |  |                                                  |                                                  |                                                  |                                                  |                                                  |                                                  |  |  |                                          |                                          |                                          |                                          |                                          |                                          |  |  |  |  |  |  |  |  |  |  |  |  |  |  |  |  |  |  |  |  |  |  |  |  |  |  |  |  |  |  |  |  |  |  |  |  |  |  |  |  |
| 32 효소왕 이홍 孝昭王 理洪 692년 ~ 702년     | 32 효소왕 이홍 孝昭王 理洪 692년 ~ 702년     | 32 효소왕 이홍 孝昭王 理洪 692년 ~ 702년     | 32 효소왕 이홍 孝昭王 理洪 692년 ~ 702년     | 32 효소왕 이홍 孝昭王 理洪 692년 ~ 702년     | 32 효소왕 이홍 孝昭王 理洪 692년 ~ 702년     |  |  | 33 성덕왕 흥광 聖德王 興光 702년 ~ 737년         | 33 성덕왕 흥광 聖德王 興光 702년 ~ 737년         | 33 성덕왕 흥광 聖德王 興光 702년 ~ 737년         | 33 성덕왕 흥광 聖德王 興光 702년 ~ 737년         | 33 성덕왕 흥광 聖德王 興光 702년 ~ 737년         | 33 성덕왕 흥광 聖德王 興光 702년 ~ 737년         |  |  |                                                      |                                                      |                                                      |                                                      |                                                      |                                                      |  |  |                                          |                                          |                                          |                                          |                                          |                                          |  |  | 추존 명덕대왕 효양 明德大王 孝讓                 | 추존 명덕대왕 효양 明德大王 孝讓                 | 추존 명덕대왕 효양 明德大王 孝讓                 | 추존 명덕대왕 효양 明德大王 孝讓                 | 추존 명덕대왕 효양 明德大王 孝讓                 | 추존 명덕대왕 효양 明德大王 孝讓                 |  |  |                                          |                                          |                                          |                                          |                                          |                                          |  |  |  |  |  |  |  |  |  |  |  |  |  |  |  |  |  |  |  |  |  |  |  |  |  |  |  |  |  |  |  |  |  |  |  |  |  |  |  |  |
| 32 효소왕 이홍 孝昭王 理洪 692년 ~ 702년     | 32 효소왕 이홍 孝昭王 理洪 692년 ~ 702년     | 32 효소왕 이홍 孝昭王 理洪 692년 ~ 702년     | 32 효소왕 이홍 孝昭王 理洪 692년 ~ 702년     | 32 효소왕 이홍 孝昭王 理洪 692년 ~ 702년     | 32 효소왕 이홍 孝昭王 理洪 692년 ~ 702년     |  |  | 33 성덕왕 흥광 聖德王 興光 702년 ~ 737년         | 33 성덕왕 흥광 聖德王 興光 702년 ~ 737년         | 33 성덕왕 흥광 聖德王 興光 702년 ~ 737년         | 33 성덕왕 흥광 聖德王 興光 702년 ~ 737년         | 33 성덕왕 흥광 聖德王 興光 702년 ~ 737년         | 33 성덕왕 흥광 聖德王 興光 702년 ~ 737년         |  |  |                                                      |                                                      |                                                      |                                                      |                                                      |                                                      |  |  |                                          |                                          |                                          |                                          |                                          |                                          |  |  | 추존 명덕대왕 효양 明德大王 孝讓                 | 추존 명덕대왕 효양 明德大王 孝讓                 | 추존 명덕대왕 효양 明德大王 孝讓                 | 추존 명덕대왕 효양 明德大王 孝讓                 | 추존 명덕대왕 효양 明德大王 孝讓                 | 추존 명덕대왕 효양 明德大王 孝讓                 |  |  |                                          |                                          |                                          |                                          |                                          |                                          |  |  |  |  |  |  |  |  |  |  |  |  |  |  |  |  |  |  |  |  |  |  |  |  |  |  |  |  |  |  |  |  |  |  |  |  |  |  |  |  |
|                                              |                                              |                                              |                                              |                                              |                                              |  |  |                                                  |                                                  |                                                  |                                                  |                                                  |                                                  |  |  |                                                      |                                                      |                                                      |                                                      |                                                      |                                                      |  |  |                                          |                                          |                                          |                                          |                                          |                                          |  |  |                                                  |                                                  |                                                  |                                                  |                                                  |                                                  |  |  |                                          |                                          |                                          |                                          |                                          |                                          |  |  |  |  |  |  |  |  |  |  |  |  |  |  |  |  |  |  |  |  |  |  |  |  |  |  |  |  |  |  |  |  |  |  |  |  |  |  |  |  |
| 34 효성왕 승경 孝成王 承慶 737년 ~ 742년     | 34 효성왕 승경 孝成王 承慶 737년 ~ 742년     | 34 효성왕 승경 孝成王 承慶 737년 ~ 742년     | 34 효성왕 승경 孝成王 承慶 737년 ~ 742년     | 34 효성왕 승경 孝成王 承慶 737년 ~ 742년     | 34 효성왕 승경 孝成王 承慶 737년 ~ 742년     |  |  | 35 경덕왕 헌영 景德王 憲英 742년 ~ 765년         | 35 경덕왕 헌영 景德王 憲英 742년 ~ 765년         | 35 경덕왕 헌영 景德王 憲英 742년 ~ 765년         | 35 경덕왕 헌영 景德王 憲英 742년 ~ 765년         | 35 경덕왕 헌영 景德王 憲英 742년 ~ 765년         | 35 경덕왕 헌영 景德王 憲英 742년 ~ 765년         |  |  | 사소부인 四炤夫人                                    | 사소부인 四炤夫人                                    | 사소부인 四炤夫人                                    | 사소부인 四炤夫人                                    | 사소부인 四炤夫人                                    | 사소부인 四炤夫人                                    |  |  | 추존 개성대왕 효방 開聖大王 孝芳         | 추존 개성대왕 효방 開聖大王 孝芳         | 추존 개성대왕 효방 開聖大王 孝芳         | 추존 개성대왕 효방 開聖大王 孝芳         | 추존 개성대왕 효방 開聖大王 孝芳         | 추존 개성대왕 효방 開聖大王 孝芳         |  |  | 38 원성왕 경신 元聖王 敬信 785년 ~ 798년         | 38 원성왕 경신 元聖王 敬信 785년 ~ 798년         | 38 원성왕 경신 元聖王 敬信 785년 ~ 798년         | 38 원성왕 경신 元聖王 敬信 785년 ~ 798년         | 38 원성왕 경신 元聖王 敬信 785년 ~ 798년         | 38 원성왕 경신 元聖王 敬信 785년 ~ 798년         |  |  |                                          |                                          |                                          |                                          |                                          |                                          |  |  |  |  |  |  |  |  |  |  |  |  |  |  |  |  |  |  |  |  |  |  |  |  |  |  |  |  |  |  |  |  |  |  |  |  |  |  |  |  |
| 34 효성왕 승경 孝成王 承慶 737년 ~ 742년     | 34 효성왕 승경 孝成王 承慶 737년 ~ 742년     | 34 효성왕 승경 孝成王 承慶 737년 ~ 742년     | 34 효성왕 승경 孝成王 承慶 737년 ~ 742년     | 34 효성왕 승경 孝成王 承慶 737년 ~ 742년     | 34 효성왕 승경 孝成王 承慶 737년 ~ 742년     |  |  | 35 경덕왕 헌영 景德王 憲英 742년 ~ 765년         | 35 경덕왕 헌영 景德王 憲英 742년 ~ 765년         | 35 경덕왕 헌영 景德王 憲英 742년 ~ 765년         | 35 경덕왕 헌영 景德王 憲英 742년 ~ 765년         | 35 경덕왕 헌영 景德王 憲英 742년 ~ 765년         | 35 경덕왕 헌영 景德王 憲英 742년 ~ 765년         |  |  | 사소부인 四炤夫人                                    | 사소부인 四炤夫人                                    | 사소부인 四炤夫人                                    | 사소부인 四炤夫人                                    | 사소부인 四炤夫人                                    | 사소부인 四炤夫人                                    |  |  | 추존 개성대왕 효방 開聖大王 孝芳         | 추존 개성대왕 효방 開聖大王 孝芳         | 추존 개성대왕 효방 開聖大王 孝芳         | 추존 개성대왕 효방 開聖大王 孝芳         | 추존 개성대왕 효방 開聖大王 孝芳         | 추존 개성대왕 효방 開聖大王 孝芳         |  |  | 38 원성왕 경신 元聖王 敬信 785년 ~ 798년         | 38 원성왕 경신 元聖王 敬信 785년 ~ 798년         | 38 원성왕 경신 元聖王 敬信 785년 ~ 798년         | 38 원성왕 경신 元聖王 敬信 785년 ~ 798년         | 38 원성왕 경신 元聖王 敬信 785년 ~ 798년         | 38 원성왕 경신 元聖王 敬信 785년 ~ 798년         |  |  |                                          |                                          |                                          |                                          |                                          |                                          |  |  |  |  |  |  |  |  |  |  |  |  |  |  |  |  |  |  |  |  |  |  |  |  |  |  |  |  |  |  |  |  |  |  |  |  |  |  |  |  |
|                                              |                                              |                                              |                                              |                                              |                                              |  |  |                                                  |                                                  |                                                  |                                                  |                                                  |                                                  |  |  |                                                      |                                                      |                                                      |                                                      |                                                      |                                                      |  |  |                                          |                                          |                                          |                                          |                                          |                                          |  |  |                                                  |                                                  |                                                  |                                                  |                                                  |                                                  |  |  |                                          |                                          |                                          |                                          |                                          |                                          |  |  |  |  |  |  |  |  |  |  |  |  |  |  |  |  |  |  |  |  |  |  |  |  |  |  |  |  |  |  |  |  |  |  |  |  |  |  |  |  |
|                                              |                                              |                                              |                                              |                                              |                                              |  |  |                                                  |                                                  |                                                  |                                                  |                                                  |                                                  |  |  |                                                      |                                                      |                                                      |                                                      |                                                      |                                                      |  |  |                                          |                                          |                                          |                                          |                                          |                                          |  |  |                                                  |                                                  |                                                  |                                                  |                                                  |                                                  |  |  |                                          |                                          |                                          |                                          |                                          |                                          |  |  |  |  |  |  |  |  |  |  |  |  |  |  |  |  |  |  |  |  |  |  |  |  |  |  |  |  |  |  |  |  |  |  |  |  |  |  |  |  |
|                                              |                                              |                                              |                                              |                                              |                                              |  |  | 36(중대終) 혜공왕 건운 惠恭王 乾運 765년 ~ 780년 | 36(중대終) 혜공왕 건운 惠恭王 乾運 765년 ~ 780년 | 36(중대終) 혜공왕 건운 惠恭王 乾運 765년 ~ 780년 | 36(중대終) 혜공왕 건운 惠恭王 乾運 765년 ~ 780년 | 36(중대終) 혜공왕 건운 惠恭王 乾運 765년 ~ 780년 | 36(중대終) 혜공왕 건운 惠恭王 乾運 765년 ~ 780년 |  |  | 37(하대始) 선덕왕 양상 宣德王 良相 780년 ~ 785년     | 37(하대始) 선덕왕 양상 宣德王 良相 780년 ~ 785년     | 37(하대始) 선덕왕 양상 宣德王 良相 780년 ~ 785년     | 37(하대始) 선덕왕 양상 宣德王 良相 780년 ~ 785년     | 37(하대始) 선덕왕 양상 宣德王 良相 780년 ~ 785년     | 37(하대始) 선덕왕 양상 宣德王 良相 780년 ~ 785년     |  |  | 추존 혜충대왕 인겸 惠忠大王 仁謙         | 추존 혜충대왕 인겸 惠忠大王 仁謙         | 추존 혜충대왕 인겸 惠忠大王 仁謙         | 추존 혜충대왕 인겸 惠忠大王 仁謙         | 추존 혜충대왕 인겸 惠忠大王 仁謙         | 추존 혜충대왕 인겸 惠忠大王 仁謙         |  |  | 추존 혜강대왕 예영 惠康大王 禮英                 | 추존 혜강대왕 예영 惠康大王 禮英                 | 추존 혜강대왕 예영 惠康大王 禮英                 | 추존 혜강대왕 예영 惠康大王 禮英                 | 추존 혜강대왕 예영 惠康大王 禮英                 | 추존 혜강대왕 예영 惠康大王 禮英                 |  |  |                                          |                                          |                                          |                                          |                                          |                                          |  |  |  |  |  |  |  |  |  |  |  |  |  |  |  |  |  |  |  |  |  |  |  |  |  |  |  |  |  |  |  |  |  |  |  |  |  |  |  |  |
|                                              |                                              |                                              |                                              |                                              |                                              |  |  | 36(중대終) 혜공왕 건운 惠恭王 乾運 765년 ~ 780년 | 36(중대終) 혜공왕 건운 惠恭王 乾運 765년 ~ 780년 | 36(중대終) 혜공왕 건운 惠恭王 乾運 765년 ~ 780년 | 36(중대終) 혜공왕 건운 惠恭王 乾運 765년 ~ 780년 | 36(중대終) 혜공왕 건운 惠恭王 乾運 765년 ~ 780년 | 36(중대終) 혜공왕 건운 惠恭王 乾運 765년 ~ 780년 |  |  | 37(하대始) 선덕왕 양상 宣德王 良相 780년 ~ 785년     | 37(하대始) 선덕왕 양상 宣德王 良相 780년 ~ 785년     | 37(하대始) 선덕왕 양상 宣德王 良相 780년 ~ 785년     | 37(하대始) 선덕왕 양상 宣德王 良相 780년 ~ 785년     | 37(하대始) 선덕왕 양상 宣德王 良相 780년 ~ 785년     | 37(하대始) 선덕왕 양상 宣德王 良相 780년 ~ 785년     |  |  | 추존 혜충대왕 인겸 惠忠大王 仁謙         | 추존 혜충대왕 인겸 惠忠大王 仁謙         | 추존 혜충대왕 인겸 惠忠大王 仁謙         | 추존 혜충대왕 인겸 惠忠大王 仁謙         | 추존 혜충대왕 인겸 惠忠大王 仁謙         | 추존 혜충대왕 인겸 惠忠大王 仁謙         |  |  | 추존 혜강대왕 예영 惠康大王 禮英                 | 추존 혜강대왕 예영 惠康大王 禮英                 | 추존 혜강대왕 예영 惠康大王 禮英                 | 추존 혜강대왕 예영 惠康大王 禮英                 | 추존 혜강대왕 예영 惠康大王 禮英                 | 추존 혜강대왕 예영 惠康大王 禮英                 |  |  |                                          |                                          |                                          |                                          |                                          |                                          |  |  |  |  |  |  |  |  |  |  |  |  |  |  |  |  |  |  |  |  |  |  |  |  |  |  |  |  |  |  |  |  |  |  |  |  |  |  |  |  |
|                                              |                                              |                                              |                                              |                                              |                                              |  |  |                                                  |                                                  |                                                  |                                                  |                                                  |                                                  |  |  |                                                      |                                                      |                                                      |                                                      |                                                      |                                                      |  |  |                                          |                                          |                                          |                                          |                                          |                                          |  |  |                                                  |                                                  |                                                  |                                                  |                                                  |                                                  |  |  |                                          |                                          |                                          |                                          |                                          |                                          |  |  |  |  |  |  |  |  |  |  |  |  |  |  |  |  |  |  |  |  |  |  |  |  |  |  |  |  |  |  |  |  |  |  |  |  |  |  |  |  |
| 39 소성왕 준옹 昭聖王 俊邕 798년 ~ 800년     | 39 소성왕 준옹 昭聖王 俊邕 798년 ~ 800년     | 39 소성왕 준옹 昭聖王 俊邕 798년 ~ 800년     | 39 소성왕 준옹 昭聖王 俊邕 798년 ~ 800년     | 39 소성왕 준옹 昭聖王 俊邕 798년 ~ 800년     | 39 소성왕 준옹 昭聖王 俊邕 798년 ~ 800년     |  |  | 41 헌덕왕 언승 憲德王 彦昇 809년 ~ 826년         | 41 헌덕왕 언승 憲德王 彦昇 809년 ~ 826년         | 41 헌덕왕 언승 憲德王 彦昇 809년 ~ 826년         | 41 헌덕왕 언승 憲德王 彦昇 809년 ~ 826년         | 41 헌덕왕 언승 憲德王 彦昇 809년 ~ 826년         | 41 헌덕왕 언승 憲德王 彦昇 809년 ~ 826년         |  |  | 42 흥덕왕 수종 興德王 秀宗 826년 ~ 836년             | 42 흥덕왕 수종 興德王 秀宗 826년 ~ 836년             | 42 흥덕왕 수종 興德王 秀宗 826년 ~ 836년             | 42 흥덕왕 수종 興德王 秀宗 826년 ~ 836년             | 42 흥덕왕 수종 興德王 秀宗 826년 ~ 836년             | 42 흥덕왕 수종 興德王 秀宗 826년 ~ 836년             |  |  | 추존 선강대왕 충공 宣康大王 忠恭         | 추존 선강대왕 충공 宣康大王 忠恭         | 추존 선강대왕 충공 宣康大王 忠恭         | 추존 선강대왕 충공 宣康大王 忠恭         | 추존 선강대왕 충공 宣康大王 忠恭         | 추존 선강대왕 충공 宣康大王 忠恭         |  |  | 추존 익성대왕 헌정 翌成大王 憲貞                 | 추존 익성대왕 헌정 翌成大王 憲貞                 | 추존 익성대왕 헌정 翌成大王 憲貞                 | 추존 익성대왕 헌정 翌成大王 憲貞                 | 추존 익성대왕 헌정 翌成大王 憲貞                 | 추존 익성대왕 헌정 翌成大王 憲貞                 |  |  | 추존 성덕대왕 균정 成德大王 均貞         | 추존 성덕대왕 균정 成德大王 均貞         | 추존 성덕대왕 균정 成德大王 均貞         | 추존 성덕대왕 균정 成德大王 均貞         | 추존 성덕대왕 균정 成德大王 均貞         | 추존 성덕대왕 균정 成德大王 均貞         |  |  |  |  |  |  |  |  |  |  |  |  |  |  |  |  |  |  |  |  |  |  |  |  |  |  |  |  |  |  |  |  |  |  |  |  |  |  |  |  |
| 39 소성왕 준옹 昭聖王 俊邕 798년 ~ 800년     | 39 소성왕 준옹 昭聖王 俊邕 798년 ~ 800년     | 39 소성왕 준옹 昭聖王 俊邕 798년 ~ 800년     | 39 소성왕 준옹 昭聖王 俊邕 798년 ~ 800년     | 39 소성왕 준옹 昭聖王 俊邕 798년 ~ 800년     | 39 소성왕 준옹 昭聖王 俊邕 798년 ~ 800년     |  |  | 41 헌덕왕 언승 憲德王 彦昇 809년 ~ 826년         | 41 헌덕왕 언승 憲德王 彦昇 809년 ~ 826년         | 41 헌덕왕 언승 憲德王 彦昇 809년 ~ 826년         | 41 헌덕왕 언승 憲德王 彦昇 809년 ~ 826년         | 41 헌덕왕 언승 憲德王 彦昇 809년 ~ 826년         | 41 헌덕왕 언승 憲德王 彦昇 809년 ~ 826년         |  |  | 42 흥덕왕 수종 興德王 秀宗 826년 ~ 836년             | 42 흥덕왕 수종 興德王 秀宗 826년 ~ 836년             | 42 흥덕왕 수종 興德王 秀宗 826년 ~ 836년             | 42 흥덕왕 수종 興德王 秀宗 826년 ~ 836년             | 42 흥덕왕 수종 興德王 秀宗 826년 ~ 836년             | 42 흥덕왕 수종 興德王 秀宗 826년 ~ 836년             |  |  | 추존 선강대왕 충공 宣康大王 忠恭         | 추존 선강대왕 충공 宣康大王 忠恭         | 추존 선강대왕 충공 宣康大王 忠恭         | 추존 선강대왕 충공 宣康大王 忠恭         | 추존 선강대왕 충공 宣康大王 忠恭         | 추존 선강대왕 충공 宣康大王 忠恭         |  |  | 추존 익성대왕 헌정 翌成大王 憲貞                 | 추존 익성대왕 헌정 翌成大王 憲貞                 | 추존 익성대왕 헌정 翌成大王 憲貞                 | 추존 익성대왕 헌정 翌成大王 憲貞                 | 추존 익성대왕 헌정 翌成大王 憲貞                 | 추존 익성대왕 헌정 翌成大王 憲貞                 |  |  | 추존 성덕대왕 균정 成德大王 均貞         | 추존 성덕대왕 균정 成德大王 均貞         | 추존 성덕대왕 균정 成德大王 均貞         | 추존 성덕대왕 균정 成德大王 均貞         | 추존 성덕대왕 균정 成德大王 均貞         | 추존 성덕대왕 균정 成德大王 均貞         |  |  |  |  |  |  |  |  |  |  |  |  |  |  |  |  |  |  |  |  |  |  |  |  |  |  |  |  |  |  |  |  |  |  |  |  |  |  |  |  |
|                                              |                                              |                                              |                                              |                                              |                                              |  |  |                                                  |                                                  |                                                  |                                                  |                                                  |                                                  |  |  |                                                      |                                                      |                                                      |                                                      |                                                      |                                                      |  |  |                                          |                                          |                                          |                                          |                                          |                                          |  |  |                                                  |                                                  |                                                  |                                                  |                                                  |                                                  |  |  |                                          |                                          |                                          |                                          |                                          |                                          |  |  |  |  |  |  |  |  |  |  |  |  |  |  |  |  |  |  |  |  |  |  |  |  |  |  |  |  |  |  |  |  |  |  |  |  |  |  |  |  |
| 40 애장왕 청명 哀莊王 淸明 800년 ~ 809년     | 40 애장왕 청명 哀莊王 淸明 800년 ~ 809년     | 40 애장왕 청명 哀莊王 淸明 800년 ~ 809년     | 40 애장왕 청명 哀莊王 淸明 800년 ~ 809년     | 40 애장왕 청명 哀莊王 淸明 800년 ~ 809년     | 40 애장왕 청명 哀莊王 淸明 800년 ~ 809년     |  |  | 45 신무왕 우징 神武王 祐徵 839년                 | 45 신무왕 우징 神武王 祐徵 839년                 | 45 신무왕 우징 神武王 祐徵 839년                 | 45 신무왕 우징 神武王 祐徵 839년                 | 45 신무왕 우징 神武王 祐徵 839년                 | 45 신무왕 우징 神武王 祐徵 839년                 |  |  |                                                      |                                                      |                                                      |                                                      |                                                      |                                                      |  |  | 44 민애왕 명 閔哀王 明 838년 ~ 839년     | 44 민애왕 명 閔哀王 明 838년 ~ 839년     | 44 민애왕 명 閔哀王 明 838년 ~ 839년     | 44 민애왕 명 閔哀王 明 838년 ~ 839년     | 44 민애왕 명 閔哀王 明 838년 ~ 839년     | 44 민애왕 명 閔哀王 明 838년 ~ 839년     |  |  | 43 희강왕 제륭 僖康王 悌隆 836년 ~ 838년         | 43 희강왕 제륭 僖康王 悌隆 836년 ~ 838년         | 43 희강왕 제륭 僖康王 悌隆 836년 ~ 838년         | 43 희강왕 제륭 僖康王 悌隆 836년 ~ 838년         | 43 희강왕 제륭 僖康王 悌隆 836년 ~ 838년         | 43 희강왕 제륭 僖康王 悌隆 836년 ~ 838년         |  |  | 47 헌안왕 의정 憲安王 誼靖 857년 ~ 861년 | 47 헌안왕 의정 憲安王 誼靖 857년 ~ 861년 | 47 헌안왕 의정 憲安王 誼靖 857년 ~ 861년 | 47 헌안왕 의정 憲安王 誼靖 857년 ~ 861년 | 47 헌안왕 의정 憲安王 誼靖 857년 ~ 861년 | 47 헌안왕 의정 憲安王 誼靖 857년 ~ 861년 |  |  |  |  |  |  |  |  |  |  |  |  |  |  |  |  |  |  |  |  |  |  |  |  |  |  |  |  |  |  |  |  |  |  |  |  |  |  |  |  |
| 40 애장왕 청명 哀莊王 淸明 800년 ~ 809년     | 40 애장왕 청명 哀莊王 淸明 800년 ~ 809년     | 40 애장왕 청명 哀莊王 淸明 800년 ~ 809년     | 40 애장왕 청명 哀莊王 淸明 800년 ~ 809년     | 40 애장왕 청명 哀莊王 淸明 800년 ~ 809년     | 40 애장왕 청명 哀莊王 淸明 800년 ~ 809년     |  |  | 45 신무왕 우징 神武王 祐徵 839년                 | 45 신무왕 우징 神武王 祐徵 839년                 | 45 신무왕 우징 神武王 祐徵 839년                 | 45 신무왕 우징 神武王 祐徵 839년                 | 45 신무왕 우징 神武王 祐徵 839년                 | 45 신무왕 우징 神武王 祐徵 839년                 |  |  |                                                      |                                                      |                                                      |                                                      |                                                      |                                                      |  |  | 44 민애왕 명 閔哀王 明 838년 ~ 839년     | 44 민애왕 명 閔哀王 明 838년 ~ 839년     | 44 민애왕 명 閔哀王 明 838년 ~ 839년     | 44 민애왕 명 閔哀王 明 838년 ~ 839년     | 44 민애왕 명 閔哀王 明 838년 ~ 839년     | 44 민애왕 명 閔哀王 明 838년 ~ 839년     |  |  | 43 희강왕 제륭 僖康王 悌隆 836년 ~ 838년         | 43 희강왕 제륭 僖康王 悌隆 836년 ~ 838년         | 43 희강왕 제륭 僖康王 悌隆 836년 ~ 838년         | 43 희강왕 제륭 僖康王 悌隆 836년 ~ 838년         | 43 희강왕 제륭 僖康王 悌隆 836년 ~ 838년         | 43 희강왕 제륭 僖康王 悌隆 836년 ~ 838년         |  |  | 47 헌안왕 의정 憲安王 誼靖 857년 ~ 861년 | 47 헌안왕 의정 憲安王 誼靖 857년 ~ 861년 | 47 헌안왕 의정 憲安王 誼靖 857년 ~ 861년 | 47 헌안왕 의정 憲安王 誼靖 857년 ~ 861년 | 47 헌안왕 의정 憲安王 誼靖 857년 ~ 861년 | 47 헌안왕 의정 憲安王 誼靖 857년 ~ 861년 |  |  |  |  |  |  |  |  |  |  |  |  |  |  |  |  |  |  |  |  |  |  |  |  |  |  |  |  |  |  |  |  |  |  |  |  |  |  |  |  |
|                                              |                                              |                                              |                                              |                                              |                                              |  |  | 46 문성왕 경응 文聖王 慶膺 839년 ~ 857년         | 46 문성왕 경응 文聖王 慶膺 839년 ~ 857년         | 46 문성왕 경응 文聖王 慶膺 839년 ~ 857년         | 46 문성왕 경응 文聖王 慶膺 839년 ~ 857년         | 46 문성왕 경응 文聖王 慶膺 839년 ~ 857년         | 46 문성왕 경응 文聖王 慶膺 839년 ~ 857년         |  |  |                                                      |                                                      |                                                      |                                                      |                                                      |                                                      |  |  |                                          |                                          |                                          |                                          |                                          |                                          |  |  | 추존 의공대왕 계명 懿恭大王 啟明                 | 추존 의공대왕 계명 懿恭大王 啟明                 | 추존 의공대왕 계명 懿恭大王 啟明                 | 추존 의공대왕 계명 懿恭大王 啟明                 | 추존 의공대왕 계명 懿恭大王 啟明                 | 추존 의공대왕 계명 懿恭大王 啟明                 |  |  |                                          |                                          |                                          |                                          |                                          |                                          |  |  |  |  |  |  |  |  |  |  |  |  |  |  |  |  |  |  |  |  |  |  |  |  |  |  |  |  |  |  |  |  |  |  |  |  |  |  |  |  |
|                                              |                                              |                                              |                                              |                                              |                                              |  |  | 46 문성왕 경응 文聖王 慶膺 839년 ~ 857년         | 46 문성왕 경응 文聖王 慶膺 839년 ~ 857년         | 46 문성왕 경응 文聖王 慶膺 839년 ~ 857년         | 46 문성왕 경응 文聖王 慶膺 839년 ~ 857년         | 46 문성왕 경응 文聖王 慶膺 839년 ~ 857년         | 46 문성왕 경응 文聖王 慶膺 839년 ~ 857년         |  |  |                                                      |                                                      |                                                      |                                                      |                                                      |                                                      |  |  |                                          |                                          |                                          |                                          |                                          |                                          |  |  | 추존 의공대왕 계명 懿恭大王 啟明                 | 추존 의공대왕 계명 懿恭大王 啟明                 | 추존 의공대왕 계명 懿恭大王 啟明                 | 추존 의공대왕 계명 懿恭大王 啟明                 | 추존 의공대왕 계명 懿恭大王 啟明                 | 추존 의공대왕 계명 懿恭大王 啟明                 |  |  |                                          |                                          |                                          |                                          |                                          |                                          |  |  |  |  |  |  |  |  |  |  |  |  |  |  |  |  |  |  |  |  |  |  |  |  |  |  |  |  |  |  |  |  |  |  |  |  |  |  |  |  |
|                                              |                                              |                                              |                                              |                                              |                                              |  |  |                                                  |                                                  |                                                  |                                                  |                                                  |                                                  |  |  |                                                      |                                                      |                                                      |                                                      |                                                      |                                                      |  |  |                                          |                                          |                                          |                                          |                                          |                                          |  |  |                                                  |                                                  |                                                  |                                                  |                                                  |                                                  |  |  |                                          |                                          |                                          |                                          |                                          |                                          |  |  |  |  |  |  |  |  |  |  |  |  |  |  |  |  |  |  |  |  |  |  |  |  |  |  |  |  |  |  |  |  |  |  |  |  |  |  |  |  |
|                                              |                                              |                                              |                                              |                                              |                                              |  |  |                                                  |                                                  |                                                  |                                                  |                                                  |                                                  |  |  |                                                      |                                                      |                                                      |                                                      |                                                      |                                                      |  |  | 48 경문왕 응렴 景文王 膺廉 861년 ~ 875년 | 48 경문왕 응렴 景文王 膺廉 861년 ~ 875년 | 48 경문왕 응렴 景文王 膺廉 861년 ~ 875년 | 48 경문왕 응렴 景文王 膺廉 861년 ~ 875년 | 48 경문왕 응렴 景文王 膺廉 861년 ~ 875년 | 48 경문왕 응렴 景文王 膺廉 861년 ~ 875년 |  |  | 추존 혜성대왕 위홍 惠成大王 魏弘                 | 추존 혜성대왕 위홍 惠成大王 魏弘                 | 추존 혜성대왕 위홍 惠成大王 魏弘                 | 추존 혜성대왕 위홍 惠成大王 魏弘                 | 추존 혜성대왕 위홍 惠成大王 魏弘                 | 추존 혜성대왕 위홍 惠成大王 魏弘                 |  |  |                                          |                                          |                                          |                                          |                                          |                                          |  |  |  |  |  |  |  |  |  |  |  |  |  |  |  |  |  |  |  |  |  |  |  |  |  |  |  |  |  |  |  |  |  |  |  |  |  |  |  |  |
|                                              |                                              |                                              |                                              |                                              |                                              |  |  |                                                  |                                                  |                                                  |                                                  |                                                  |                                                  |  |  |                                                      |                                                      |                                                      |                                                      |                                                      |                                                      |  |  | 48 경문왕 응렴 景文王 膺廉 861년 ~ 875년 | 48 경문왕 응렴 景文王 膺廉 861년 ~ 875년 | 48 경문왕 응렴 景文王 膺廉 861년 ~ 875년 | 48 경문왕 응렴 景文王 膺廉 861년 ~ 875년 | 48 경문왕 응렴 景文王 膺廉 861년 ~ 875년 | 48 경문왕 응렴 景文王 膺廉 861년 ~ 875년 |  |  | 추존 혜성대왕 위홍 惠成大王 魏弘                 | 추존 혜성대왕 위홍 惠成大王 魏弘                 | 추존 혜성대왕 위홍 惠成大王 魏弘                 | 추존 혜성대왕 위홍 惠成大王 魏弘                 | 추존 혜성대왕 위홍 惠成大王 魏弘                 | 추존 혜성대왕 위홍 惠成大王 魏弘                 |  |  |                                          |                                          |                                          |                                          |                                          |                                          |  |  |  |  |  |  |  |  |  |  |  |  |  |  |  |  |  |  |  |  |  |  |  |  |  |  |  |  |  |  |  |  |  |  |  |  |  |  |  |  |
|                                              |                                              |                                              |                                              |                                              |                                              |  |  |                                                  |                                                  |                                                  |                                                  |                                                  |                                                  |  |  |                                                      |                                                      |                                                      |                                                      |                                                      |                                                      |  |  |                                          |                                          |                                          |                                          |                                          |                                          |  |  |                                                  |                                                  |                                                  |                                                  |                                                  |                                                  |  |  |                                          |                                          |                                          |                                          |                                          |                                          |  |  |  |  |  |  |  |  |  |  |  |  |  |  |  |  |  |  |  |  |  |  |  |  |  |  |  |  |  |  |  |  |  |  |  |  |  |  |  |  |
|                                              |                                              |                                              |                                              |                                              |                                              |  |  | 추존 의흥대왕 인경 懿興大王 仁慶                 | 추존 의흥대왕 인경 懿興大王 仁慶                 | 추존 의흥대왕 인경 懿興大王 仁慶                 | 추존 의흥대왕 인경 懿興大王 仁慶                 | 추존 의흥대왕 인경 懿興大王 仁慶                 | 추존 의흥대왕 인경 懿興大王 仁慶                 |  |  | 추존 선성대왕 예겸 宣聖大王 乂兼                     | 추존 선성대왕 예겸 宣聖大王 乂兼                     | 추존 선성대왕 예겸 宣聖大王 乂兼                     | 추존 선성대왕 예겸 宣聖大王 乂兼                     | 추존 선성대왕 예겸 宣聖大王 乂兼                     | 추존 선성대왕 예겸 宣聖大王 乂兼                     |  |  | 49 헌강왕 정 憲康王 晸 875년 ~ 886년     | 49 헌강왕 정 憲康王 晸 875년 ~ 886년     | 49 헌강왕 정 憲康王 晸 875년 ~ 886년     | 49 헌강왕 정 憲康王 晸 875년 ~ 886년     | 49 헌강왕 정 憲康王 晸 875년 ~ 886년     | 49 헌강왕 정 憲康王 晸 875년 ~ 886년     |  |  | 50 정강왕 황 定康王 晃 886년 ~ 887년             | 50 정강왕 황 定康王 晃 886년 ~ 887년             | 50 정강왕 황 定康王 晃 886년 ~ 887년             | 50 정강왕 황 定康王 晃 886년 ~ 887년             | 50 정강왕 황 定康王 晃 886년 ~ 887년             | 50 정강왕 황 定康王 晃 886년 ~ 887년             |  |  | 51 진성여왕 만 眞聖女王 曼 887년 ~ 897년 | 51 진성여왕 만 眞聖女王 曼 887년 ~ 897년 | 51 진성여왕 만 眞聖女王 曼 887년 ~ 897년 | 51 진성여왕 만 眞聖女王 曼 887년 ~ 897년 | 51 진성여왕 만 眞聖女王 曼 887년 ~ 897년 | 51 진성여왕 만 眞聖女王 曼 887년 ~ 897년 |  |  |  |  |  |  |  |  |  |  |  |  |  |  |  |  |  |  |  |  |  |  |  |  |  |  |  |  |  |  |  |  |  |  |  |  |  |  |  |  |
|                                              |                                              |                                              |                                              |                                              |                                              |  |  | 추존 의흥대왕 인경 懿興大王 仁慶                 | 추존 의흥대왕 인경 懿興大王 仁慶                 | 추존 의흥대왕 인경 懿興大王 仁慶                 | 추존 의흥대왕 인경 懿興大王 仁慶                 | 추존 의흥대왕 인경 懿興大王 仁慶                 | 추존 의흥대왕 인경 懿興大王 仁慶                 |  |  | 추존 선성대왕 예겸 宣聖大王 乂兼                     | 추존 선성대왕 예겸 宣聖大王 乂兼                     | 추존 선성대왕 예겸 宣聖大王 乂兼                     | 추존 선성대왕 예겸 宣聖大王 乂兼                     | 추존 선성대왕 예겸 宣聖大王 乂兼                     | 추존 선성대왕 예겸 宣聖大王 乂兼                     |  |  | 49 헌강왕 정 憲康王 晸 875년 ~ 886년     | 49 헌강왕 정 憲康王 晸 875년 ~ 886년     | 49 헌강왕 정 憲康王 晸 875년 ~ 886년     | 49 헌강왕 정 憲康王 晸 875년 ~ 886년     | 49 헌강왕 정 憲康王 晸 875년 ~ 886년     | 49 헌강왕 정 憲康王 晸 875년 ~ 886년     |  |  | 50 정강왕 황 定康王 晃 886년 ~ 887년             | 50 정강왕 황 定康王 晃 886년 ~ 887년             | 50 정강왕 황 定康王 晃 886년 ~ 887년             | 50 정강왕 황 定康王 晃 886년 ~ 887년             | 50 정강왕 황 定康王 晃 886년 ~ 887년             | 50 정강왕 황 定康王 晃 886년 ~ 887년             |  |  | 51 진성여왕 만 眞聖女王 曼 887년 ~ 897년 | 51 진성여왕 만 眞聖女王 曼 887년 ~ 897년 | 51 진성여왕 만 眞聖女王 曼 887년 ~ 897년 | 51 진성여왕 만 眞聖女王 曼 887년 ~ 897년 | 51 진성여왕 만 眞聖女王 曼 887년 ~ 897년 | 51 진성여왕 만 眞聖女王 曼 887년 ~ 897년 |  |  |  |  |  |  |  |  |  |  |  |  |  |  |  |  |  |  |  |  |  |  |  |  |  |  |  |  |  |  |  |  |  |  |  |  |  |  |  |  |
|                                              |                                              |                                              |                                              |                                              |                                              |  |  | 추존 신흥대왕 효종 神興大王 孝宗                 | 추존 신흥대왕 효종 神興大王 孝宗                 | 추존 신흥대왕 효종 神興大王 孝宗                 | 추존 신흥대왕 효종 神興大王 孝宗                 | 추존 신흥대왕 효종 神興大王 孝宗                 | 추존 신흥대왕 효종 神興大王 孝宗                 |  |  | 53 신덕왕 경휘 神德王 景暉 912년 ~ 917년             | 53 신덕왕 경휘 神德王 景暉 912년 ~ 917년             | 53 신덕왕 경휘 神德王 景暉 912년 ~ 917년             | 53 신덕왕 경휘 神德王 景暉 912년 ~ 917년             | 53 신덕왕 경휘 神德王 景暉 912년 ~ 917년             | 53 신덕왕 경휘 神德王 景暉 912년 ~ 917년             |  |  | 52 효공왕 요 孝恭王 嶢 897년 ~ 912년     | 52 효공왕 요 孝恭王 嶢 897년 ~ 912년     | 52 효공왕 요 孝恭王 嶢 897년 ~ 912년     | 52 효공왕 요 孝恭王 嶢 897년 ~ 912년     | 52 효공왕 요 孝恭王 嶢 897년 ~ 912년     | 52 효공왕 요 孝恭王 嶢 897년 ~ 912년     |  |  |                                                  |                                                  |                                                  |                                                  |                                                  |                                                  |  |  |                                          |                                          |                                          |                                          |                                          |                                          |  |  |  |  |  |  |  |  |  |  |  |  |  |  |  |  |  |  |  |  |  |  |  |  |  |  |  |  |  |  |  |  |  |  |  |  |  |  |  |  |
|                                              |                                              |                                              |                                              |                                              |                                              |  |  | 추존 신흥대왕 효종 神興大王 孝宗                 | 추존 신흥대왕 효종 神興大王 孝宗                 | 추존 신흥대왕 효종 神興大王 孝宗                 | 추존 신흥대왕 효종 神興大王 孝宗                 | 추존 신흥대왕 효종 神興大王 孝宗                 | 추존 신흥대왕 효종 神興大王 孝宗                 |  |  | 53 신덕왕 경휘 神德王 景暉 912년 ~ 917년             | 53 신덕왕 경휘 神德王 景暉 912년 ~ 917년             | 53 신덕왕 경휘 神德王 景暉 912년 ~ 917년             | 53 신덕왕 경휘 神德王 景暉 912년 ~ 917년             | 53 신덕왕 경휘 神德王 景暉 912년 ~ 917년             | 53 신덕왕 경휘 神德王 景暉 912년 ~ 917년             |  |  | 52 효공왕 요 孝恭王 嶢 897년 ~ 912년     | 52 효공왕 요 孝恭王 嶢 897년 ~ 912년     | 52 효공왕 요 孝恭王 嶢 897년 ~ 912년     | 52 효공왕 요 孝恭王 嶢 897년 ~ 912년     | 52 효공왕 요 孝恭王 嶢 897년 ~ 912년     | 52 효공왕 요 孝恭王 嶢 897년 ~ 912년     |  |  |                                                  |                                                  |                                                  |                                                  |                                                  |                                                  |  |  |                                          |                                          |                                          |                                          |                                          |                                          |  |  |  |  |  |  |  |  |  |  |  |  |  |  |  |  |  |  |  |  |  |  |  |  |  |  |  |  |  |  |  |  |  |  |  |  |  |  |  |  |
|                                              |                                              |                                              |                                              |                                              |                                              |  |  |                                                  |                                                  |                                                  |                                                  |                                                  |                                                  |  |  |                                                      |                                                      |                                                      |                                                      |                                                      |                                                      |  |  |                                          |                                          |                                          |                                          |                                          |                                          |  |  |                                                  |                                                  |                                                  |                                                  |                                                  |                                                  |  |  |                                          |                                          |                                          |                                          |                                          |                                          |  |  |  |  |  |  |  |  |  |  |  |  |  |  |  |  |  |  |  |  |  |  |  |  |  |  |  |  |  |  |  |  |  |  |  |  |  |  |  |  |
|                                              |                                              |                                              |                                              |                                              |                                              |  |  | 56(終) 경순왕 부 敬順王 傅 927년 ~ 935년         | 56(終) 경순왕 부 敬順王 傅 927년 ~ 935년         | 56(終) 경순왕 부 敬順王 傅 927년 ~ 935년         | 56(終) 경순왕 부 敬順王 傅 927년 ~ 935년         | 56(終) 경순왕 부 敬順王 傅 927년 ~ 935년         | 56(終) 경순왕 부 敬順王 傅 927년 ~ 935년         |  |  | 54 경명왕 승영 景明王 昇英 917년 ~ 924년             | 54 경명왕 승영 景明王 昇英 917년 ~ 924년             | 54 경명왕 승영 景明王 昇英 917년 ~ 924년             | 54 경명왕 승영 景明王 昇英 917년 ~ 924년             | 54 경명왕 승영 景明王 昇英 917년 ~ 924년             | 54 경명왕 승영 景明王 昇英 917년 ~ 924년             |  |  | 55 경애왕 위응 景哀王 魏膺 924년 ~ 927년 | 55 경애왕 위응 景哀王 魏膺 924년 ~ 927년 | 55 경애왕 위응 景哀王 魏膺 924년 ~ 927년 | 55 경애왕 위응 景哀王 魏膺 924년 ~ 927년 | 55 경애왕 위응 景哀王 魏膺 924년 ~ 927년 | 55 경애왕 위응 景哀王 魏膺 924년 ~ 927년 |  |  |                                                  |                                                  |                                                  |                                                  |                                                  |                                                  |  |  |                                          |                                          |                                          |                                          |                                          |                                          |  |  |  |  |  |  |  |  |  |  |  |  |  |  |  |  |  |  |  |  |  |  |  |  |  |  |  |  |  |  |  |  |  |  |  |  |  |  |  |  |

## 박씨 왕조
```
위 문서는 신라 왕의 가계도편에서 가져왔습니다.
```

### 1대.혁거세 거서간
- 아버지 : 미상
- 어머니 : 사소부인(娑蘇夫人)
  - 왕비 : 알영부인(閼英夫人, 53년~4년) 인간과 계룡의 딸
    - 장남 : 박특
    - 차남 : 남해 차차웅
    - 삼남 : 일지 갈문왕
    - 사남 : 허루 갈문왕

### 2대.남해 차차웅
- 조부 : ?
- 조모 : 사소부인(娑蘇夫人, 선도산 성모)
- 부왕 : 혁거세 거서간(赫居世居西干)
- 모후 : 알영부인(閼英夫人)
  - 왕비 : 운제부인(雲帝夫人)
    - 장남(?) : 박대서지(朴大西知)
    - 장남 : 유리 이사금(儒理尼師今)
      - 손자 : 일성 이사금(逸聖泥師今)
      - 손자 : 파사 이사금(婆娑尼師今)

    - 차남 : 박나로(朴奈老)
    - 장녀 : 아효부인(阿孝夫人), 제4대 탈해 이사금(脫解尼師今)의 왕후

### 3대.유리 이사금
- 증조모 : 사소부인(娑蘇夫人, 선도산 성모)
- 조부 : 혁거세 거서간(赫居世居西干)
- 조모 : 알영부인(閼英夫人)
- 부왕 : 남해 차차웅(南解次次雄)
- 모후 : 운제부인(雲帝夫人)
  - 동생 : 박나로(朴奈老)
  - 누이 : 아효부인(阿孝夫人 朴氏) - 탈해 이사금(脫解尼師今, 신라의 4대 국왕)에게 출가
  - 매제 : 탈해 이사금(脫解尼師今) 신라의 4대 국왕
  - 부인 : 이리생부인
    - 장남 : 일성 이사금(逸聖泥師今)

  - 부인 : 사요왕의 딸 김씨
    - 차남 : 파사 이사금(婆娑尼師今)

### 5대.파사 이사금
- 부왕 : 유리 이사금(儒理尼師今)
- 모친 : 사요왕의 딸 김씨
  - 형 : 일성 이사금(逸聖泥師今)
  - 왕후 : 사성부인 김씨 (史省夫人 金氏) - 허루 갈문왕(許婁葛文王)의 딸.
    - 아들 : 지마 이사금(祗摩泥師今, ? ~ 134년, 신라의 제6대 왕)
      - 손녀 : 내례부인 박씨 - 아달라 이사금의 왕비
      - 손자 : 아도 갈문왕
        - 증손자: 박물품
          - 현손자: 박제상

### 6대.지마 이사금
- 부왕 : 파사 이사금(婆娑尼師今)
- 모후 : 사성부인 김씨(史省夫人 金氏)
  - 왕후 : 애례부인 김씨(愛禮夫人 金氏) - 갈문왕(葛文王) 마제(摩帝)의 딸.
    - 딸 : 내례부인(內禮夫人)- 신라 8대 왕 아달라 이사금(阿達羅泥師今)의 왕비.[1]
    - 아들 : 아도 갈문왕

### 7대.일성 이사금
- 부왕 : 유리 이사금(儒理尼師今)
- 왕태후 : 이리생부인 박씨(伊利生夫人 朴氏)[2]. -  일지 갈문왕(日知葛文王)의 딸
  - 아들 : 아달라 이사금(阿達羅泥師今)

### 8대.아달라 이사금
- 부왕 : 일성왕(逸聖王)
- 모후 박씨 : 지소례왕(支所禮王)의 딸
- 왕후 : 내례부인(內禮夫人) 박씨[3] - 지마 이사금(祗摩尼師今)의 딸
  - 후손 : 박예겸
  - 후손 : 박문원
    - 후손: 신덕왕

### 53대.신덕왕
- 외증조할아버지 : 박원린(朴元隣) 각간(角干) - 아달라왕의 원손
- 외할아버지 : 박순홍(朴順弘) 각간(角干) - 성무왕(成武王)으로 추봉
- 어머니 : 정화부인(貞和夫人) 또는 진화부인(眞花夫人)
- 할아버지 : 박문관(朴文官) 해간(海干)
- 아버지(생부) : 박문원(朴文元) 이간(伊干) - 흥렴왕(興廉王)으로 추봉
- 아버지(양부) : 박예겸(朴乂兼 또는 朴銳謙) - 흥덕왕의 원손, 헌강왕 시기 대아찬(大阿飡)으로 시중이 됨. 선성왕(宣聖王 또는 宣成王)으로 추봉
  - 왕후 : 의성왕후 김씨(義成王后 金氏)[4] - 헌강왕의 딸이자 효공왕의 이복 누나.
    - 아들 : 경명왕 박승영(朴昇英)
    - 아들 : 경애왕 박위응(朴魏膺)

### 54대.경명왕
- 부왕 : 신덕왕(神德王, ? ~917, 재위:912~917)
- 모후 : 의성왕후 김씨(義成王后 金氏)
  - 국왕 : 경명왕(景明王, ? ~924, 재위:917~924)
  - 왕비 :  신라 금입택 중 하나인 장사택(長沙宅)의 소유주인 각간(角干) 김대존(大尊)의 딸
    - 장남 : 밀성대군(密城大君) 박언침(朴彦忱) : 밀양 박씨의 시조
    - 차남 : 고양대군 박언성(朴彦成) : 고령 박씨의 시조
    - 3남 : 속함대군(速咸大君) 박언신(朴彦信) : 함양(咸陽) 박씨(朴氏)의 시조
    - 4남 : 죽성대군 박언립(朴彦立) : 죽산박씨 시조(박기오)의 아버지. 죽주박씨竹州=죽산박씨竹山, 고성박씨, 음성박씨
    - 5남 : 사벌대군 박언창(朴彦昌) 상주 박씨의 시조
    - 6남 : 완산대군 박언화(朴彦華) 전주 박씨, 무안 박씨의 시조
    - 7남 : 강남대군 박언지(朴彦志) 순천 박씨
    - 8남 : 월성대군 박언의(朴彦義) 월성 박씨

### 55대.경애왕
- 부왕 : 신덕왕(神德王, ? ~917, 재위:912~917)
- 모후 : 의성왕후 김씨(義成王后 金氏)
  - 왕비 : 미상
    - 장남 : 금성대군 박교순(錦城大君 朴交舜) : 울산(蔚山) 박씨의 시조인 고려(高麗) 시대의 장군(將軍) 박윤웅(朴允雄)의 직계 조상[5]
    - 차남 : 계림대군 박순현(鷄林大君 朴舜玄)

  - 동생 : 박효렴(朴孝廉)

## 석씨 왕조
```
위 문서는 신라 왕의 가계도편에서 가져왔습니다.
```

### 4대.탈해 이사금
- 아버지 : 함달파왕(含達婆王)
- 어머니 : 직녀국 공주(本質國 公主)
  - 왕비 : 아효부인 박씨(阿孝夫人 朴氏)
    - 아들 : 석구추(昔仇鄒)
    - 며느리 : 지진내례부인 김씨 (只珍內禮夫人 金氏)
      - 손자 : 벌휴 이사금(伐休泥師今)

    - 양자 : 김알지(金閼智)
- 장인 : 남해 차차웅(南解次次雄)
- 장모 : 운제부인(雲帝夫人)
  - 처남 : 유리 이사금(儒理尼師今)
- 처조부 : 혁거세 거서간(赫居世居西干)
- 처조모 : 알영부인(閼英夫人)

### 9대.벌휴 이사금
- 아버지 : 각간 석구추(昔仇鄒) - 탈해 이사금(脫解尼師今)의 아들
- 어머니 : 지진내례부인 김씨(只珍內禮夫人 金氏)
  - 부인 : ?
    - 장남 : 석골정(昔骨正)
      - 손자 : 조분 이사금(助賁泥師今)
      - 손자 : 첨해 이사금(沾解泥師今)
      - 손녀 : 수로부인(水老夫人) 조분 이사금(助賁泥師今)의 누이 내해 이사금의 왕비
      - 서손(?) : 석등보(昔登保)

    - 차남 : 석이매(昔伊買)
      - 손자 : 내해 이사금(奈解泥師今)

    - 서자(?) : 석등보(昔登保)
      - 서손녀 : 이리부인(伊利夫人) 또는 기리부인(企利夫人) 각간 김대서지에게 출가
        - 외증손자 : 실성 이사금(實聖尼師金)

### 10대.내해 이사금
- 조부 : 9대왕 벌휴 이사금
  - 아버지 : 석이매(昔伊買)
- 외조부 : 6대왕 지마 이사금
- 외조모 : 애례부인 김씨(愛禮夫人 金氏) - 갈문왕 마제(摩帝)의 딸
  - 어머니 : 내례부인(內禮夫人) 박씨 - 아달라 이사금과 결혼 , 후에 석이매와 결혼
- 왕비 : 수로부인(水老夫人 昔氏) - 조분 이사금(助賁泥師今)의 누이, 사촌간에 근친결혼
  - 딸 : 아이혜부인(阿爾兮夫人)
  - 사위 : 11대왕 조분 이사금(助賁泥師今)
    - 외손녀 : 명원부인 석씨
    - 외손녀 : 광명부인 석씨
    - 외손자: 이찬 석걸숙(昔乞淑)
      - 외증손자: 15대왕 기림 이사금

  - 아들 겸 외손서 : 석우로(昔于老)
  - 며느리 겸 외손녀 : 명원부인 석씨
    - 손자 겸 외증손자 : 16대왕 흘해 이사금

  - 아들 : 석이음(昔利音)
    - 손녀 : 미소부인 박씨
    - 손녀사위 : 11대왕 조분 이사금
      - 외증손자 : 14대왕 유례 이사금

### 11대.조분 이사금
- 조부: 벌휴 이사금
  - 아버지: 석골정
- 외조부: 구도 갈문왕
- 외조모: 술례부인 박씨
  - 어머니: 옥모부인 김씨(玉帽夫人 金氏)

- 아버지: 석골정(昔骨正)
- 어머니: 옥모부인 김씨(玉帽夫人 金氏) - 구도 갈문왕(仇道 葛文王)의 딸.
  - 동생: 첨해 이사금(沾解泥師今)
- 왕후: 아이혜부인 석씨(阿爾兮夫人 昔氏) - 내해 이사금(奈解泥師今)의 딸.
  - 딸: 명원부인(命元夫人) - 내해 이사금의 장남 석우로에게 출가했으며, 우로는 명원부인의 삼촌으로 아이혜부인의 오빠 혹은 남동생
  - 딸: 광명부인(光明夫人) - 미추 이사금(味鄒泥師今)의 왕후
  - 아들(차남): 이찬 석걸숙(昔乞淑)
    - 손자: 15대왕 기림 이사금, 삼국사기에는 그의 손자 또는 증손자라 하나, 삼국유사에는 그의 손자라는 설과, 그의 둘째아들이라는 설이 같이 수록되어 있다.
- 후궁: □소부인 박씨(□召夫人 朴氏) -  내음 갈문왕(奈音 葛文王)의 딸
  - 서자(장남): 유례 이사금(儒禮泥師今)

### 12대.첨해 이사금
- 외조부: 구도 갈문왕
- 외조모: 술례부인 박씨
- 아버지: 석골정(昔骨正) - 벌휴 이사금(伐休泥師今)의 아들
- 어머니: 옥모부인 김씨(玉帽夫人 金氏) - 구도 갈문왕(仇道 葛文王)의 딸
  - 형: 조분 이사금(助賁泥師今)

### 14대.유례 이사금
- 외조부 : 내음 갈문왕
  - 친부 : 조분 이사금(助賁泥師今)
  - 친모 : □소부인 박씨(□召夫人 朴氏) - 내음 갈문왕(奈音 葛文王)의 딸

### 15대.기림 이사금
- 할아버지 또는 증조부 :11대왕 조분 이사금
- 아버지 : 이찬 석걸숙(昔乞淑) - 다른 이름은 탈대(脫大)

### 16대.흘해 이사금
- 조부 : 내해 이사금
- 조모 : 수로부인 - 벌휴 이사금의 손녀이자 조분이사금의 누이
- 아버지 혹은 선조 : 각간 석우로(昔于老) - 내해 이사금의 아들
- 어머니 혹은 선조 : 명원부인 석씨(命元夫人 昔氏) - 조분 이사금과 아이혜부인[6]의 딸

## 김씨 왕조

### 선대계
|             |             |             |             |             |             |  |  |               |               |               |               |               |               |  |  |               |               |               |               |               |               |  |  | 휴저왕 |      |      |      |      |      |  |  |                 |                 |                 |                 |                 |                 |  |  |             |             |             |             |             |             |  |  |      |      |      |      |      |      |  |  |  |  |  |  |  |  |  |  |  |  |  |  |  |  |  |  |  |  |  |  |  |  |  |  |  |  |  |  |
|             |             |             |             |             |             |  |  |               |               |               |               |               |               |  |  |               |               |               |               |               |               |  |  |        |      |      |      |      |      |  |  |                 |                 |                 |                 |                 |                 |  |  |             |             |             |             |             |             |  |  |      |      |      |      |      |      |  |  |  |  |  |  |  |  |  |  |  |  |  |  |  |  |  |  |  |  |  |  |  |  |  |  |  |  |  |  |
|             |             |             |             |             |             |  |  |               |               |               |               |               |               |  |  |               |               |               |               |               |               |  |  |        |      |      |      |      |      |  |  |                 |                 |                 |                 |                 |                 |  |  |             |             |             |             |             |             |  |  |      |      |      |      |      |      |  |  |  |  |  |  |  |  |  |  |  |  |  |  |  |  |  |  |  |  |  |  |  |  |  |  |  |  |  |  |
|             |             |             |             |             |             |  |  | 투경후 김일제 | 투경후 김일제 | 투경후 김일제 | 투경후 김일제 | 투경후 김일제 | 투경후 김일제 |  |  |               |               |               |               |               |               |  |  |        |      |      |      |      |      |  |  | 김륜            | 김륜            | 김륜            | 김륜            | 김륜            | 김륜            |  |  |             |             |             |             |             |             |  |  |      |      |      |      |      |      |  |  |  |  |  |  |  |  |  |  |  |  |  |  |  |  |  |  |  |  |  |  |  |  |  |  |  |  |  |  |
|             |             |             |             |             |             |  |  | 투경후 김일제 | 투경후 김일제 | 투경후 김일제 | 투경후 김일제 | 투경후 김일제 | 투경후 김일제 |  |  |               |               |               |               |               |               |  |  |        |      |      |      |      |      |  |  | 김륜            | 김륜            | 김륜            | 김륜            | 김륜            | 김륜            |  |  |             |             |             |             |             |             |  |  |      |      |      |      |      |      |  |  |  |  |  |  |  |  |  |  |  |  |  |  |  |  |  |  |  |  |  |  |  |  |  |  |  |  |  |  |
|             |             |             |             |             |             |  |  |               |               |               |               |               |               |  |  |               |               |               |               |               |               |  |  |        |      |      |      |      |      |  |  |                 |                 |                 |                 |                 |                 |  |  |             |             |             |             |             |             |  |  |      |      |      |      |      |      |  |  |  |  |  |  |  |  |  |  |  |  |  |  |  |  |  |  |  |  |  |  |  |  |  |  |  |  |  |  |
| 투절후 김상 | 투절후 김상 | 투절후 김상 | 투절후 김상 | 투절후 김상 | 투절후 김상 |  |  | 김건          | 김건          | 김건          | 김건          | 김건          | 김건          |  |  |               |               |               |               |               |               |  |  |        |      |      |      |      |      |  |  | 도성경후 김안상 | 도성경후 김안상 | 도성경후 김안상 | 도성경후 김안상 | 도성경후 김안상 | 도성경후 김안상 |  |  |             |             |             |             |             |             |  |  |      |      |      |      |      |      |  |  |  |  |  |  |  |  |  |  |  |  |  |  |  |  |  |  |  |  |  |  |  |  |  |  |  |  |  |  |
| 투절후 김상 | 투절후 김상 | 투절후 김상 | 투절후 김상 | 투절후 김상 | 투절후 김상 |  |  | 김건          | 김건          | 김건          | 김건          | 김건          | 김건          |  |  |               |               |               |               |               |               |  |  |        |      |      |      |      |      |  |  | 도성경후 김안상 | 도성경후 김안상 | 도성경후 김안상 | 도성경후 김안상 | 도성경후 김안상 | 도성경후 김안상 |  |  |             |             |             |             |             |             |  |  |      |      |      |      |      |      |  |  |  |  |  |  |  |  |  |  |  |  |  |  |  |  |  |  |  |  |  |  |  |  |  |  |  |  |  |  |
|             |             |             |             |             |             |  |  |               |               |               |               |               |               |  |  |               |               |               |               |               |               |  |  |        |      |      |      |      |      |  |  |                 |                 |                 |                 |                 |                 |  |  |             |             |             |             |             |             |  |  |      |      |      |      |      |      |  |  |  |  |  |  |  |  |  |  |  |  |  |  |  |  |  |  |  |  |  |  |  |  |  |  |  |  |  |  |
|             |             |             |             |             |             |  |  | □             | □             | □             | □             | □             | □             |  |  | 도성이후 김상 | 도성이후 김상 | 도성이후 김상 | 도성이후 김상 | 도성이후 김상 | 도성이후 김상 |  |  | 김창   | 김창 | 김창 | 김창 | 김창 | 김창 |  |  |                 |                 |                 |                 |                 |                 |  |  | 김잠        | 김잠        | 김잠        | 김잠        | 김잠        | 김잠        |  |  | 김명 | 김명 | 김명 | 김명 | 김명 | 김명 |  |  |  |  |  |  |  |  |  |  |  |  |  |  |  |  |  |  |  |  |  |  |  |  |  |  |  |  |  |  |
|             |             |             |             |             |             |  |  | □             | □             | □             | □             | □             | □             |  |  | 도성이후 김상 | 도성이후 김상 | 도성이후 김상 | 도성이후 김상 | 도성이후 김상 | 도성이후 김상 |  |  | 김창   | 김창 | 김창 | 김창 | 김창 | 김창 |  |  |                 |                 |                 |                 |                 |                 |  |  | 김잠        | 김잠        | 김잠        | 김잠        | 김잠        | 김잠        |  |  | 김명 | 김명 | 김명 | 김명 | 김명 | 김명 |  |  |  |  |  |  |  |  |  |  |  |  |  |  |  |  |  |  |  |  |  |  |  |  |  |  |  |  |  |  |
|             |             |             |             |             |             |  |  |               |               |               |               |               |               |  |  |               |               |               |               |               |               |  |  |        |      |      |      |      |      |  |  |                 |                 |                 |                 |                 |                 |  |  |             |             |             |             |             |             |  |  |      |      |      |      |      |      |  |  |  |  |  |  |  |  |  |  |  |  |  |  |  |  |  |  |  |  |  |  |  |  |  |  |  |  |  |  |
|             |             |             |             |             |             |  |  | 투후 김당     | 투후 김당     | 투후 김당     | 투후 김당     | 투후 김당     | 투후 김당     |  |  | 김섭          | 김섭          | 김섭          | 김섭          | 김섭          | 김섭          |  |  | 김참   | 김참 | 김참 | 김참 | 김참 | 김참 |  |  | 김요            | 김요            | 김요            | 김요            | 김요            | 김요            |  |  | 도성후 김흠 | 도성후 김흠 | 도성후 김흠 | 도성후 김흠 | 도성후 김흠 | 도성후 김흠 |  |  | 김준 | 김준 | 김준 | 김준 | 김준 | 김준 |  |  |  |  |  |  |  |  |  |  |  |  |  |  |  |  |  |  |  |  |  |  |  |  |  |  |  |  |  |  |
|             |             |             |             |             |             |  |  | 투후 김당     | 투후 김당     | 투후 김당     | 투후 김당     | 투후 김당     | 투후 김당     |  |  | 김섭          | 김섭          | 김섭          | 김섭          | 김섭          | 김섭          |  |  | 김참   | 김참 | 김참 | 김참 | 김참 | 김참 |  |  | 김요            | 김요            | 김요            | 김요            | 김요            | 김요            |  |  | 도성후 김흠 | 도성후 김흠 | 도성후 김흠 | 도성후 김흠 | 도성후 김흠 | 도성후 김흠 |  |  | 김준 | 김준 | 김준 | 김준 | 김준 | 김준 |  |  |  |  |  |  |  |  |  |  |  |  |  |  |  |  |  |  |  |  |  |  |  |  |  |  |  |  |  |  |
|             |             |             |             |             |             |  |  |               |               |               |               |               |               |  |  |               |               |               |               |               |               |  |  |        |      |      |      |      |      |  |  |                 |                 |                 |                 |                 |                 |  |  |             |             |             |             |             |             |  |  |      |      |      |      |      |      |  |  |  |  |  |  |  |  |  |  |  |  |  |  |  |  |  |  |  |  |  |  |  |  |  |  |  |  |  |  |
|             |             |             |             |             |             |  |  |               |               |               |               |               |               |  |  | 도성대후 김탕 | 도성대후 김탕 | 도성대후 김탕 | 도성대후 김탕 | 도성대후 김탕 | 도성대후 김탕 |  |  | 김융   | 김융 | 김융 | 김융 | 김융 | 김융 |  |  |                 |                 |                 |                 |                 |                 |  |  |             |             |             |             |             |             |  |  |      |      |      |      |      |      |  |  |  |  |  |  |  |  |  |  |  |  |  |  |  |  |  |  |  |  |  |  |  |  |  |  |  |  |  |  |

### 신라 김씨
```
위 문서는 신라 왕의 가계도편에서 가져왔습니다.
```

- 시조 : 김알지
  - 2세 : 성한
    - 3세: 아도
      - 4세 : 수류
        - 5세 : 욱보
          - 6세 : 구도 갈문왕
            - 7세 : 미추왕
            - 7세 : 김말구

### 13대.미추 이사금
- 아버지 : 구도 갈문왕(仇道 葛文王) 김구도(金仇道)
- 어머니 : 왕후 술례부인 박씨(王后 朴氏) - 이칠 갈문왕(伊柒葛文王)의 딸
  - 누이 : 옥모부인 김씨
  - 형제 : 김말구
  - 형제 : 김대서지, 삼국유사의 왕력편
- 왕후 : 광명부인 석씨(光明夫人 昔氏) - 조분 이사금(助賁泥師今)의 딸.
  - 딸 : 보반부인(寶飯夫人) - 내례길포라고도 한다. 내물 이사금(奈勿麻立干)의 아내.
  - 딸 : 아류부인 김씨(阿留夫人 金氏) - 실성 이사금(實聖麻立干)의 아내.
    - 사위 : 실성이사금
      - 외손녀 : 아로부인 김씨
        - 외손서 : 19대왕 눌지마립간

      - 외손녀 : 치술공주
        - 외손서 : 박제상

      - 외손자 : 김치휴

### 17대.내물 마립간
- 할아버지 : 구도 갈문왕
- 아버지 : 각간 김말구(金末仇) 갈문왕
- 어머니 : 휴례부인 김씨(休禮夫人 金氏)
  - 왕후 : 보반부인 김씨(保反夫人 金氏)
    - 아들 : 눌지(訥祗) : 417년에 눌지 마립간(訥祗麻立干)(? ~ 458년) 즉위
    - 아들 : 김복호(卜好) : 내물 이사금의 둘째 아들
    - 아들 : 미사흔(未斯欣) : 내물 이사금의 셋째 아들(? ~ 433년)
      - 손자 : 김내숙
        - 증손자 : 김물품
          - 현손자 : 거칠부

    - 딸? : 아류부인 김씨(阿留夫人 金氏) - 일설에는 미추 이사금의 딸이라는 설도 있다.

### 18대.실성 마립간
- 아버지 : 이찬 김대서지(金大西知)
- 어머니 : 이리부인 석씨(伊利夫人 昔氏) - 아간 석등보(昔登保), 혹은 석등야(昔登也)의 딸
  - 왕후 : 아류부인 김씨(阿留夫人 金氏)
    - 딸 : 아로부인 김씨(阿孝夫人 金氏) - 눌지 마립간의 왕비.
      - 외손자 : 자비 마립간

    - 딸 : 치술신모(鵄述神母) - 박제상의 아내
      - 외손녀 : 미사흔(未斯欣)의 처

### 19대.눌지 마립간
- 부왕 : 내물 마립간(奈勿 麻立干, ? ~402 재위:356~402)
- 모후 : 보반부인 김씨(寶飯夫人 金氏)
  - 왕후 : 아로부인 김씨(阿孝夫人 金氏) - 실성 마립간(實聖 泥師今)의 딸
    - 아들 : 자비 마립간(慈悲 麻立干, ? ~479 재위:458~479)
    - 딸 : 조생부인(鳥生夫人)
    - 사위 : 김습보(金習寶)

  - 후궁 : 치술공주 김씨(鵄述公主 金氏)
    - 딸 : 황아공주(皇我公主)

### 20대.자비 마립간
- 부왕 : 눌지 마립간(訥祗 麻立干)
- 모후 : 아로부인 김씨(阿孝夫人 金氏)
- 왕후 : 미사흔의 딸
  - 장남 : 미상
  - 차남 : 미상
  - 아들 : 소지 마립간(炤知 麻立干)
  - 딸: 준명공주 김씨(俊明公主 金氏)
- 아내 : 김씨, 김물력(金勿力)의 딸
- 아내 : 연제부인 박씨(延帝夫人 朴氏)
  - 아들 : 산종
  - 며느리 : 사도미
    - 손자 : 복승
    - 손서 : 송화공주

### 21대.소지 마립간
- 부왕 : 자비 마립간(慈悲 麻立干)
- 모후 : 서불한(舒弗邯) 미사흔(未斯欣)의 딸
  - 왕후 : 선혜부인 김씨(善兮夫人 金氏)(이벌찬(伊伐飡) 내숙(乃宿)의 딸)
  - 후비 : 벽화부인(碧花夫人) - 박파로(波路)의 딸
    - 아들 : 이사부(異斯夫)

### 22대.지증왕
- 조부 : 복호 갈문왕(卜好 葛文王)
- 외조부 : 신라 제19대 국왕 눌지 마립간(訥祗 麻立干, ? ~458 재위:417~458)
- 외조모 : 아로부인 김씨(阿孝夫人 金氏) - 실성 마립간의 딸
  - 아버지 : 습보 갈문왕(習寶 葛文王)
  - 어머니 : 조생부인 김씨(鳥生夫人 金氏)
    - 왕비 : 연제부인 박씨(延帝夫人 朴氏)
    - 장남 : 법흥왕(法興王, ? ~540 재위:514~540)
    - 차남 : 입종 갈문왕(立宗 葛文王)
      - 손자 : 신라 제24대 국왕 진흥왕(眞興王, 534~576 재위:540~576)

  - 동생 : 김아진종(阿珍宗)

### 23대.법흥왕
- 부왕 : 지증왕(智證王, 437~514 재위:500~514)
- 모후 : 연제태후 박씨(延帝夫人 朴氏,
  - 동생 : 입종 갈문왕(立宗 葛文王)
- 숙부 : 김아진종 (阿珍宗)
  - 왕후 : 보도부인 김씨 (소지마립간과 선혜부인 김씨의 딸)
    - 장녀 : 지소태후 (只召太后)
      - 외손자 : 신라 24대 왕 진흥왕 (眞興王)
      - 외손자 : 제2대 풍월주 미진부

  - 후궁 : 옥진궁주 김씨 (위화랑과 오도낭주의 딸)
    - 장남 : 각간 비대전군(比臺)
    - 차남 : 제3대 풍월주 모랑 (毛郞)

  - 후궁 : 보과공주 부여씨 (백제공주)
    - 차녀 : 남모공주 (南毛)

### 24대.진흥왕
- 조부 : 지증왕(智證王, 437~514 재위:500~514)
- 조모 : 연제부인(延帝夫人)
- 외조부 : 법흥왕
- 외조모 : 보도부인
- 아버지 : 입종 갈문왕(立宗 葛文王)
- 어머니 : 지소태후(只召太后)
- 동생 : 김숙흘종
  - 조카 : 만명부인
  - 왕비 : 사도왕후 박씨(思道王后 朴氏) - 박영실과 옥진궁주의 딸
    - 장남 : 동륜태자(銅輪太子)
    - 차남 : 신라 제25대 왕 진지왕
    - 삼남 : 김구륜(金仇輪) - 견훤의 조상
      - 손자 : 선품

### 25대.진지왕
- 부왕 : 진흥왕(眞興王, 526~576년 재위:540~576)
- 모후 : 사도왕후(思道王后, ? ~614)
  - 형 : 김동륜(金銅輪, ? ~ 572)
  - 동생 : 김구륜(金仇輪)
  - 국왕 : 진지왕(眞智王, ? ~579 재위:576~579)
  - 왕비 : 지도부인(知道夫人)
    - 차남 : 김용수(金龍樹, 575~632)
    - 며느리 : 천명공주(天明公主)

  - 후궁 : 도화부인(桃花夫人)
    - 서자 : 비형랑(鼻荊郎,581~ ?)

### 동륜태자
- 부왕 : 진흥왕(眞興王, 526~576년 재위:540~576)
- 모후 : 사도왕후 박씨(思道王后, ? ~614)
  - 태자 : 동륜태자(銅輪太子, ? ~572)
  - 부인 : 만호부인(萬呼夫人, 생몰년 미상)
    - 장남 : 진평왕(眞平王, ?~632 재위:579~632)
    - 며느리 : 마야부인 김씨(摩耶夫人 金氏, 생몰년 미상)
      - 손녀 : 천명공주
        - 종손 : 태종무열왕 (604~661 재위:654~661)

      - 손녀 : 선덕여왕 (?~632 재위632~647)

    - 차남 : 백반 갈문왕(伯飯 葛文王, 생몰년 미상)
    - 삼남 : 국반 갈문왕(國飯 葛文王, 생몰년 미상)
    - 며느리 : 월명부인 박씨(月明夫人 朴氏, 생몰년 미상)
      - 손녀 : 진덕여왕(眞德女王, ? ~654년, 재위:647~654)

    - 장녀 : 애송궁주(艾松宮主, 혹은 애송공주(艾松公主), 생몰년 미상)[7]

  - 부인 : 윤궁부인(允宮夫人, 생몰년 미상) 제8세 풍월주 문노의 아내
    - 차녀 : 윤실궁주(允實宮主, 생몰년 미상)

### 26대.진평왕
- 아버지 : 동륜태자(銅輪太子, ? ~ 572년)
- 어머니 : 만호부인 김씨(萬呼太后 金氏, 생몰년미상)
  - 동생 : 김백반(金伯飯, 생몰년 미상)
  - 동생 : 김국반(金國飯, 생몰년 미상)
    - 조카 : 승만(勝曼, ? ~ 654년) - 제28대 진덕여왕으로 즉위.

  - 이부여동생 : 만명부인(萬明夫人, 생몰년 미상)[8]
    - 이부조카 : 김유신(金庾信, 595년~673년)

  - 왕비 : 마야부인 김씨(摩耶夫人 金氏, 생몰년 미상) - 복승갈문왕(福勝葛文王)의 딸
    - 딸 : 덕만공주(德曼公主, ? ~ 647년) - 제27대 선덕여왕으로 즉위.
    - 딸 : 천명공주(天明公主, 생몰년 미상) - 문정태후(文貞太后)로 추존되었다.
      - 외손 : 김춘추(金春秋, 604년~661년) - 제29대 태종무열왕으로 즉위.

    - 딸 : 선화공주(善花公主, 생몰년 미상)
    - 딸 : 천화공주(天花公主, 생몰년 미상)

  - 왕비 : 승만부인 손씨(僧滿夫人 孫氏, 생몰년 미상)[9]
    - 딸 : 연화공주(姸花公主, 생몰년 미상)

  - 후궁 : 미실궁주(美室宮主, 546/548년 ~ 612년)
    - 딸 : 보화공주(寶花公主, 생몰년 미상)

  - 후궁 : 보량궁주 설씨(寶良宮主 薛氏, 생몰년 미상)
    - 아들 : 보로전군(寶路殿君, 생몰년 미상)

### 27대.선덕여왕
- 부왕 : 진평왕(眞平王, 567~632년, 재위:579~632)
- 모후 : 마야부인(摩耶夫人)
  - 배우자 겸 삼촌 : 음갈문왕(飮葛文王) - 삼국사기에는 진정 갈문왕으로 기록됨
  - 자매 : 천명공주(天明公主) - 태종 무열왕의 어머니이다.
- 계모 : 승만부인(僧滿夫人)
  - 자매 : 선화공주(善花公主)[10] - 《삼국유사》에만 등장하며 백제 무왕의 왕비이자 선덕여왕의 동생이다.
  - 남편 : 김용춘(金龍春)
  - 남편 : 을제(乙祭)
  - 남편 : 백반(伯飯)

### 28대.진덕여왕
- 조부 : 동륜태자(銅輪太子, ? ~572)
- 조모 : 만호부인(萬呼夫人)
  - 부 : 국반 갈문왕(國飯葛文王)
  - 모 : 월명부인 박씨(月明夫人 朴氏)
- 외조부 : 만천 갈문왕(滿天葛文王)

### 29대.태종무열왕
- 조부 : 진지왕(신라 25대 임금)
- 조모 : 지도부인 박씨(知道夫人 朴氏)
  - 아버지 : 김용수 - 진지왕과 지도부인 아들로, 김용수라고도 한다. 무열왕 즉위 후 문흥왕으로 추존되었다
- 외조부 : 진평왕 - 신라 제26대 왕
- 외조모 : 마야부인
  - 어머니 : 천명공주(天明公主) - 무열왕 즉위 후 문정태후로 추존되었다.
  - 이모 : 선덕여왕(신라 27대 임금. 덕만공주)
- 부인 : 보라궁주(寶羅宮主) 설씨 - 필사본 《화랑세기》에 따르면 보종(寶宗)과 양명공주의 장녀로, 무열왕의 첫번째 부인.
- 부인 : 문명왕후 김문희(文明王后) - 알천의 왕후인 보희의 동생.
  - 아들 : 문무왕 - 신라 제30대 왕
    - 며느리 : 자의왕후 김씨 - 파진찬 김선품의 장녀
      - 손자 : 신문왕 - 신라 제31대 왕

  - 딸 : 고타소공주 (古陀炤公主, ? ~ 642년)
    - 사위 : 김품석

  - 아들 : 김인문(金仁問) - 강릉 김씨의 시조
  - 아들 : 김인태(金仁泰) - 필사본 《화랑세기》에는 13대 풍월주 용춘공의 딸 용태(龍泰) 소생이라고 했다.
  - 아들 : 김문왕(金文王)
  - 딸 : 지소공주 김씨(智炤公主) - 김유신이 60살 되던 해에 외삼촌인 김유신과 결혼.
    - 사위 : 김유신
      - 외손자 : 김삼광
      - 외손자 : 김원술
      - 외손자 : 김원정
      - 외손자 : 김장이
      - 외손자 : 김원망

  - 아들 : 김노차(金老且)
  - 아들 : 김지경(金智鏡)
  - 아들 : 김개원(金愷元)
  - 딸 : 훈입(訓入) - 원성왕의 증조할머니
- 부인 : 영창부인 김보희 - 무열왕의 제1왕후인 문명왕후 김문희의 언니.
  - 아들 : 김개지문(金皆知文) - 필사본 《화랑세기》에 김보희 소생이라고 설명한다.
  - 딸 : 요석공주(瑤石公主)
    - 사위 : 원효대사
      - 외손자 : 설총

  - 아들 : 김차득(金車得) - 필사본 《화랑세기》에는 13대 풍월주 용춘공의 딸 용보(龍寶) 소생이라고 했다. 《삼국유사》에 그가 무진주 방면으로 잠행을 나갔을 때의 에피소드가 수록되어 있다.
  - 아들 : 김마득(金馬得) - 필사본 《화랑세기》에는 13대 풍월주 용춘공의 딸 용보 소생이라고 했다.

### 30대.문무왕
- 조부 : 김용춘(金龍春, 578년~647년)
- 조모 : 천명공주(天明公主, 생몰년 미상)
- 부왕 : 태종무열왕(太宗武烈王, 603년~661년) - 신라 제 29대 왕
- 모후 : 문명왕후 김씨(文明王后 金氏, 생몰년 미상) - 김서현의 차녀, 김유신의 누이동생
  - 여동생 : 고타소(古陀炤, ?~642년) - 보라궁주의 소생으로 대야성 성주 김품석(金品釋, ? ~642년)에게 하가(下嫁), 윤충에 의해 남편과 같이 사망함.
  - 매제 : 김품석(金品釋, ?~642)
  - 남동생 : 김인문 (金仁門, 629년~694년) - 신라 대장군, 삼국통일의 주역. 사료상으로 강릉 김씨의 시조인 김주원의 선조.
  - 남동생 : 김문왕 (金文王, ?~665년) - 강릉 김씨 족보상으로 김주원의 선조.
  - 남동생 : 김노차(金老且)
  - 남동생 : 김지경(金智鏡)
  - 남동생 : 김개원(金愷元)
  - 남동생 : 선원전군(仙元殿君)
  - 누이 : 지소공주 (智炤公主,생몰년 미상) - 외숙부 김유신이 60살 때 하가
- 이모 : 영창부인 김씨(永昌夫人 金氏, 생몰년 미상) - 김서현의 장녀, 태종무열왕의 셋째 부인. 김유신의 누이.
  - 누이 : 요석공주(瑤石公主, 생몰년 미상) - 김흠운(金歆運)과 원효의 아내이자 설총(薛聰)의 어머니.
    - 조카 : 설총(薛聰, 655년~?) - 신라의 유학자
- 외숙부 : 김유신(金庾信, 595년~673년), 김흠순(金欽純, 생몰년 미상)
- 외숙모 : 영모부인
- 왕후 : 자의왕후 김씨(慈儀王后 金氏, 생몰년 미상) - 진흥왕과 사도부인 사이에 태어난 구륜공(仇輪公)의 아들 선품공의 장녀(長女)이다. 진골정통계이다.
  - 장남 : 소명태자(昭明太子, ?~665년) - 문무왕 재위 중인 665년에 사망하였다.
  - 차남 : 정명태자(政明太子) - 형인 소명태자가 사망한 바람에 태자가 되었으며 훗날 신문왕이다.

### 31대.신문왕
- 조부 : 태종무열왕(太宗武烈王, 603~661)
- 조모 : 문명왕후(文明王后)
- 부왕 : 문무왕(文武王, 626[11] ~681, 재위:661~681)
- 모후 : 자의왕후 김씨(慈儀王后 金氏, ? ~681년)
  - 형 : 소명태자(昭明太子, ? ~665)
  - 왕비 : 폐비 김씨(廢妃 金氏) - 소판 김흠돌(金欽突)의 딸. 681년 폐위되었다.
  - 왕비 : 신목왕후 김씨(神穆王后 金氏, ? ~ 700년 6월 1일) - 일길찬 김흠운(金欽運)과 요석공주의 딸.
    - 아들 : 효소왕(孝昭王, 687~702, 재위:692~702) - 신라의 제 32대 왕.
    - 아들 : 성덕왕(聖德王, 691~737, 재위: 702~737) - 신라의 제 33대 왕.
    - 아들 : 김근질(金根質)
    - 아들 : 김사종(金詞宗)

### 32대.효소왕
- 조부 : 문무왕(文武王, 626~681 재위: 661~681) - 신라 제 30대 왕
- 조모 : 자의왕후 김씨(慈儀王后 金氏, ? ~ 681)
- 부왕 : 신문왕(神文王, 653?~692, 재위:681~692) - 신라 제 31대 왕
- 모후 : 신목왕후 김씨(神穆王后 金氏) - 일길찬 김흠운(金欽運)의 딸.
  - 국왕 : 효소왕(孝昭王, 687~702 재위: 692~702)
  - 왕비 : ?
  - 동생 : 성덕왕(聖德王, 691~737 재위: 702~737)
  - 동생 : 김근질(金根質)
  - 동생 : 김사종(金詞宗)

### 33대.성덕왕
- 조부 : 문무왕(文武王, 626~681 재위: 661~681) - 신라 제 30대 왕
- 조모 : 자의왕후 김씨(慈儀王后 金氏, ? ~ 681)
  - 아버지 : 신문왕(神文王, 653?~692, 재위:681~692) - 신라 제 31대 왕
- 외조부 : 김흠운(金歆運, ? ~655)
- 외조모 : 요석공주(瑤石公主)
  - 어머니 : 신목왕후 김씨
    - 형 : 효소왕(孝昭王, 687~702 재위: 692~702)
- 부인과 후손
  - 부인 : 성정왕후(成貞王后 金氏) - 승부령(乘府令) 소판(蘇判) 김원태(金元太)의 딸, 엄정왕후(嚴貞王后)라고도 한다. 3년(704년) 여름 5월에 입궁했다가 15년(716년) 3월에 출궁. 채색비단 5백 필과 밭 2백 결(結), 조(租) 1만 섬을 받았으며, 강신공(康申公)의 옛 집을 사들여 궁밖에서의 거처로 내려 주었다.
    - 딸 : 사소부인 - 이찬 김효방(金孝芳)에게 출가.
      - 외손 : 선덕왕

    - 아들 : 김중경(重慶) - 태자였으나, 16년(717년) 사망. 시호는 효상태자(孝殤太子)

  - 아내 : 소덕왕후 김씨(炤德王后 金氏) (점물왕후) - 이찬(伊飡) 김순원(金順元)의 딸. 19년(720년) 3월에 납비(納妃). 23년(724년)에 사망.
    - 아들 : 효성왕(승경 承慶) - 신라 제34대 왕
    - 아들 : 경덕왕(헌영 憲英) - 신라 제35대 왕
    - 며느리 : 경수왕후 김씨 (만월부인)
      - 손자 : 혜공왕 - 신라 제36대 왕

  - 후궁 : 이름 미상
    - 서자 : 수충(守忠) - 생졸 미상

### 34대.효성왕
- 조부 : 신문왕 - 신라 제31대 왕
- 조모 : 신목왕후 김씨
  - 아버지 : 성덕왕 - 신라 제33대 왕
- 외조부 : 김순원
- 외조모 : 미상
  - 어머니 : 소덕왕후(점물왕후)
    - 형제 : 경덕왕 - 신라 제35대 왕
    - 남매 : 사소부인 김씨
- 부인 : 왕후 박씨(王后 朴氏) - 각간 진종(眞宗)의 딸. 739 출궁을 당함
- 부인 : 혜명왕후 김씨(惠明夫人 金氏) - 이찬(伊飡) 김순원(金順元)의 손녀
- 후궁 : 박씨(朴氏) - 파진찬 영종(英宗)의 딸

### 35대.경덕왕
- 부왕 : 성덕왕
- 모후 : 소덕왕후 김씨
  - 왕후 : 삼모부인 김씨 - 이찬(伊飡) 김순정(金順貞)의 딸
  - 왕후 : 경수왕후 김씨(景守王后 金氏) 또는 (만월부인 김씨 滿月夫人 金氏) - 서불한(舒弗邯) 의충(義忠)의 딸
    - 아들 : 건운(乾運) - 760년 태자에 책봉, 765년 혜공왕에 즉위.

  - 후궁 : 순씨 - 이찬 순정의 딸

### 36대.혜공왕
- 증조부 : 신라 제31대 왕 신문왕
- 증조모 : 신목왕후 김씨 (神穆王后 金氏)
  - 조부 : 신라 제33대 왕 성덕왕
  - 조모 : 소덕왕후 혹은 점물왕후 김씨
    - 부왕 : 경덕왕 (景德王, ? ~765, 재위: 742~765)
- 증외조부 : 김순정
- 증외조모 : 수로부인 (水路夫人)
  - 외조부 : 김의충
  - 외조모 : 미상
    - 모후 : 경수왕후 김씨(景守王后 金氏) 또는 만월부인 김씨 - 서불한(舒弗邯) 의충(義忠)의 딸
- 왕후 : 신파부인(神巴夫人) 위씨(韋靖) - 각간(角干) 위정(韋靖)의 딸[12] = 신보왕후 유씨(維氏) - 이찬 유성(維誠)의 딸[13]
- 왕후 : 창창부인 김씨 - 이찬 김장(金璋)의 딸

### 37대.선덕왕
- 조부 : 김원훈(金元訓)
  - 아버지 : 김효방(金孝芳) 해찬(海飡)으로 개성왕(開聖王)에 추봉
- 외조부 : 성덕왕 - 신라 제33대 왕
- 외조모 : 성정왕후(成貞王后)
  - 어머니 : 사소부인(四炤夫人, 성덕왕의 딸)
  - 계모 : 정의부인 박씨(貞毅夫人 朴氏)
    - 왕비 : 구족왕후 김씨,  각간(角干) 양품(良品)의 딸

### 38대.원성왕
- 8대조부 : 지증왕
- 7대조부 : 김아진종
- 6대조부 : 김달복
- 현조부 : 김흠운
- 고조부 : 김마차
- 증조부 : 김의관
- 조부 : 김위문 또는 김훈입(訓入)
  - 아버지 : 김효양 - 명덕왕(明德王)으로 추존
- 외조부 : 박창근 이간
  - 어머니 : 지오부인 혹은 계오부인(繼烏夫人) 박씨, 소문태후(昭文太后)로 추존
- 왕비 : 숙정부인 김씨(淑貞夫人) - 각간 김신술(神述)의 딸
  - 아들 : 인겸(仁謙) 785년 태자 책봉 791년 음력 1월 사망 혜충태자(惠忠太子)에 추증되었다가 소성왕 즉위 후 혜충왕으로 추존
    - 손자 : 준옹(俊邕) - 794년 음력 4월 태자 책봉, 798년에 소성왕 즉위
    - 손자 : 언승(彦昇) - 809년에 헌덕왕 즉위
    - 손자 : 수종(秀宗) - 826년에 흥덕왕 즉위
    - 손자 : 충공(忠恭) - 선강왕(宣康王)으로 추봉되었다.

  - 아들 : 의영(義英) - 792년 태자로 책봉되었으나 794년 사망, 헌평태자(憲平太子)에 추증
    - 손자 : 숭빈(崇斌)

  - 아들 : 예영(禮英) - 이후 혜강왕(惠康王)에 추봉
    - 손자 : 헌정(憲貞) - 정(貞)을 장노(章奴)라고도 함
    - 손자 : 균정(均貞) - 성덕왕(成德王)에 추봉, 부인은 헌목태후(憲穆太后)
    - 손녀 : 귀승부인(貴勝夫人) - 헌덕왕(憲德王)의 부인

  - 딸 : 대룡부인(大龍夫人)
  - 딸 : 소룡부인(小龍夫人)
- 종6대조부 : 김흠돌
- 종6대고모 : 김흠신

### 혜충태자
- 부왕 원성왕(元聖王, ? ~798, 재위:785~798)
- 모후 숙정부인(淑貞夫人)
  - 동생 : 헌평태자(憲平太子) 의영(義英)
  - 동생 : 혜강왕 예영(惠康王 禮英)
  - 누이 : 대룡부인(大龍夫人)
  - 누이 : 소룡부인(小龍夫人)
- 부인 :  성목태후 김씨(聖穆太后)
  - 아들 : 소성왕(昭聖王, 773~800)
    - 손자 : 애장왕(哀莊王, 788~809)
    - 손자 : 김체명(金體明, ? ~ 809)
    - 손녀 : 장화부인(章和夫人) - 흥덕왕의 왕비

  - 아들 : 헌덕왕(憲德王, 775~826)
    - 손자 : 김장렴(金張廉)

  - 아들 : 흥덕왕(興德王, 777~836)
  - 며느리 : 장화부인(章和夫人) - 소성왕의 딸
    - 손자 : 김능유(金能儒)

  - 아들 : 김충공(金忠恭, ? ~ 835년)
  - 며느리 : 귀보부인(貴寶夫人) - 선의태후(宣懿太后)에 추증
    - 손자 : 민애왕
    - 손녀 :  문목왕후(文穆王后)
- 후궁 : 포도부인 박씨(包道夫人) - 김헌정에게 재가
  - 아들 : 희강왕(僖康王)
  - 딸 : 귀보부인(貴寶夫人)

### 39대.소성왕
- 아버지 : 혜충태자(惠忠太子, ? ~791/792)
- 어머니 : 성목태후 김씨(聖穆太后)
  - 왕후 : 계화부인 김씨(桂花夫人 金氏) - 대아찬 숙명(叔明)의 딸
    - 아들 : 청명(淸明) - 후에 중희(重熙)로 개명, 800년에 13세의 나이로 즉위(애장왕)
    - 아들 : 체명(體明) - 애장왕과 함께 주살(呪殺)됨
    - 딸 : 장화부인(章和夫人) - 흥덕왕의 왕비

### 40대.애장왕
- 부왕 : 소성왕(昭聖王, ? ~800, 재위:798~800)
- 모후 : 계화부인 김씨(桂花夫人)
  - 왕후 : 왕후 박씨(朴氏) - 아찬 김주벽의 딸

### 41대.헌덕왕
- 아버지 : 혜충태자 김인겸
- 어머니 : 성목태후
  - 왕후 : 귀승부인 김씨(貴勝夫人 金氏) - 헌덕왕의 숙부인 각간 김예영(金禮英)의 딸이다. 809년 당나라로부터 왕후에 책봉받을 때는 성덕왕 대의 시중이자 경덕왕 대 황룡사종의 시주인 이찬 김효진(金孝眞) 또는 김효정(金孝貞)의 이름을 딴 정씨(貞氏)를 성으로 사용하였다.
    - 아들 : 제3자 심지왕사心地王師
    - 며느리 : 정교부인 - 김충공의 딸, 삼국유사에서는 왕후로 나옴

### 42대.흥덕왕
- 조부 : 원성왕(元聖王, ? ~798년) - 신라 제38대 왕
- 조모 : 숙정부인 김씨(淑貞夫人) - 각간 김신술(神述)의 딸
- 아버지 : 혜충태자(惠忠太子, ? ~ 791년) - 혜충왕(惠忠王)으로 추존
- 어머니 : 성목태후 김씨(聖穆太后 金氏, 생몰년 미상)
  - 왕비 : 정목왕후 김씨(定穆王后 金氏, 장화부인, ? ~ 826년) - 소성왕의 딸

### 43대.희강왕
- 증조부 : 원성왕(元聖王, ? ~798, 재위:785~798)
- 증조모 : 숙정부인(淑貞夫人)
- 조부 : 김예영(金禮英) - 혜강태자(惠康太子)에 추증, 이후 혜강왕(惠康王)에 추봉.
- 부친 : 김헌정(金憲貞) - 헌장노(憲章奴)라고도 한다. 익성왕(翌成王)으로 추봉.
- 모친 : 포도부인 박씨(包道夫人 朴氏) - 대아간(大阿干) 충녜(忠祢)의 딸 - 후에 순성태후(順成太后)로 추봉.
  - 왕비 : 문목왕후(文穆王后) - 선강태자(宣康太子) 김충공(金忠恭)의 딸, 민애왕의 누이
    - 아들 : 김계명(金啓明) - 866년 정월, 의공왕(懿恭王)에 추봉.
    - 며느리 : 광화부인(光和夫人)
      - 손자 : 김응렴(金膺廉) : 861년, 경문왕에 즉위

### 44대.민애왕
- 증조부 : 제38대 원성왕(元聖王, ? ~ 798년)
- 조부-외조부 : 혜충태자 인겸(惠忠太子 仁謙, ? ~ 791년) - 원성왕의 장자. 소성왕에 의해 혜충왕(惠忠王)으로 추존.
  - 아버지 : 김충공(金忠恭, ? ~ 835년) - 선강왕(宣康王)으로 추존.
  - 어머니 : 귀보부인[14] 김씨(貴寶夫人金氏, 생몰년 미상) - 선의태후(宣懿太后)로 추존. 《삼국사기》에는 박씨(朴氏)로 기록되어 있다.
    - 누이 : 문목부인 김씨(文穆夫人金氏) - 희강왕의 왕비이며 경문왕의 할머니.
    - 누이 : 조명부인 김씨(照明夫人金氏) - 김균정의 부인이며 헌안왕의 어머니.

  - 왕후 : 윤용왕후 김씨(允容王后 金氏, 생몰년 미상) - 각간(角干) 영공(永公)의 딸.

### 45대.신무왕
- 증조부 : 원성왕(元聖王, ? ~ 798/799 재위:785~798)
- 증조모 : 숙정왕후 김씨(淑貞王后 金氏) - 각간 신술(神述)의 딸
- 조부 : 김예영(金禮英) - 혜강왕(惠康王)에 추봉
- 아버지 : 김균정 - 성덕왕(成德王)에 추봉
- 어머니 : 정교부인 박씨(貞矯夫人 朴氏) - 헌목태후(憲穆太后)로 봉해짐
  - 왕비 : 정계부인(貞繼夫人) - 정종태후(定宗太后)로 추봉
    - 아들 : 문성왕 경응(慶膺) : 839년 태자 책봉, 같은 해 문성왕 즉위

  - 이복동생 : 헌안왕(憲安王, ? ~861 재위:857~861)

### 46대.문성왕
- 부왕 : 신무왕(神武王, ? ~ 839, 재위:839~839)
- 모후 : 정계부인(貞繼夫人) 또는 정종태후(定宗太后)
  - 왕비 : 소명왕후(炤明王后) 박씨(朴氏) - 김충공(金忠恭)의 딸
    - 양자 : 헌안왕(憲安王, ? ~ 861, 재위:857~861)

  - 왕비 : 흔명부인(昕明夫人) - 이찬(伊飡) 위흔(魏昕)의 딸
    - 아들 : 김안(金安) - 정묘년(847) 8월 태자가 되었다가 임신년(852) 11월 폐위되었다. 벼슬이 상대등
      - 손자 : 김민경(金敏恭) - 벼슬이 각간(角干) 또는 시중(侍中)

### 47대.헌안왕
- 아버지 : 김균정(金均貞) - 성덕왕(成德王)으로 봉해짐
- 의붓어머니 또는 이모 : 진교부인(眞矯夫人)
- 어머니 : 조명부인(照明夫人) - 충공(忠恭)의 딸. 소명왕후(炤明王后)로 추봉
  - 이복 형 또는 이종사촌형 : 신라 신무왕(新羅 神武王)
  - 이복 형수 또는 이종사촌형수 : 정계부인(貞繼夫人)
  - 왕비 : ??씨(??氏)
    - 딸 : 영화부인(寧花夫人) - 경문왕(景文王)의 왕후
    - 딸 : 문의왕후 김씨(文懿王后 金氏) - 경문왕(景文王)의 왕후
    - 아들 : 궁예(弓裔)
      - 손자 : 청광보살
      - 손자 : 신광보살

### 48대.경문왕
- 증조부 : 김헌정(金憲貞) 후일 익성왕(翌成王)으로 추봉
- 증조모 : 포도부인(包道夫人) 후일 순성태후(順成太后)으로 추봉
- 조부 : 희강왕(僖康王, ? ~838, 재위:836~838)
- 조모 : 문목왕후(文穆王后)
- 아버지 : 김계명(金啓明)
- 어머니 : 광화부인(光和夫人)
  - 왕비 : 영화부인 김씨(寧花夫人 金氏, 841년 ~ 870년) - 헌안왕의 큰 딸
  - 후비 : 문의왕후(文懿王后, 842년 ~ ?) - 헌안왕의 둘째 딸
    - 장남 : 김정(金晸) - 866년 태자 책봉, 875년 제 49대 헌강왕 즉위
    - 며느리 : 의명부인 김씨(懿明夫人 金氏)
      - 서손 : 김요(金嶢) : 897년 제 52대 효공왕 즉위

    - 장녀 : 김명(金明) - 제 44대 민애왕과는 동명이인이다.
    - 차남 : 김황(金晃) - 886년 제 50대 정강왕 즉위
    - 차녀 : 김만(金曼) - 887년 제 51대 진성여왕 즉위

  - 동생 : 김위홍(金魏弘) 혜성왕(蕙成王)으로 추봉(追封)되었다.

### 49대.헌강왕
- 부왕 : 경문왕(景文王)
- 적모 : 영화부인(寧花夫人)
- 모후 : 문의왕후(文懿王后) - 문자왕후(文資王后)라고도 한다.
  - 왕비 : 의명부인(懿明夫人) - 의명왕태후(義明王太后)로 추존
    - 딸 : 의성왕후(義成王后) - 제 53대 신덕왕 비, 제 54대 경명왕, 제 55대 경애왕 모후
    - 딸 : 계아태후(桂娥太后) - 신흥왕(神興王) 김효종(金孝宗) 비, 제 56대 경순왕 모후
    - 아들 : 김요(金嶢) : 897년 제 52대 효공왕 즉위

### 50대.정강왕
- 부왕 : 경문왕 (景文王)
- 모후 : 문의왕후(文懿王后)

### 51대.진성여왕
- 부왕 : 경문왕(景文王, 841/846~875, 재위:861~875)
- 모후 : 문의왕후 김씨(文懿王后 金氏)
  - 숙부,남편 : 김위홍(金魏弘, ? ~888)
    - 의붓아들 : 김양정(金良貞)

### 52대.효공왕
- 부왕 : 헌강왕(憲康王)
- 모후 :  의명왕후(義明王后)
  - 손윗처남이자 이복 자형: 신덕왕 박경휘(神德王 朴景暉)
  - 왕후 : 왕비 박씨(王妃 朴氏) - 이찬 박예겸(朴乂謙)의 딸이자 신덕왕(神德王)의 여동생.

### 56대.경순왕
- 5대조 : 문성왕
- 고조부 : 상대등 김안
- 증조부 : 각간 김민공
- 조부 : 의흥대왕 김인경[15](일명 김실홍[16], 또는 김관유[17])
- 부왕 : 신흥대왕 김효종
- 모후 : 계아태후 - 헌강왕의 딸
  - 왕후 : 죽방부인[18]
    - 태자 : 사실명, 후대에 마의태자
    - 왕자 : 사실명, 문헌에 김덕지[19]

  - 제1후배 : 낙랑공주 왕씨[20]
    - 1녀 : 고려 경종에게 출가 - 헌숙왕후 김씨[21][22]

  - 제2후배 : 공주 왕씨[23]
    - 1남 : 김일[24]
    - 2남 : 김굉(개명 김황)[25]
    - 3남 : 김명(개명 김명종)[26]
    - 4남 : 김은열
    - 5남 : 김중석(개명 김석)[27]
    - 6남 : 김건
    - 7남 : 김선
    - 8남 : 김종(개명 김추)[28]
    - 2녀 : 이금서에게 출가[29]
    - 3녀 : 황경에게 출가[30]

## 비정통 군주 김씨 왕조

### 계림도독부,장안국
- 5대조 : 태종무열왕
- 고조부 : 김인문
- 증조부 : ?
- 조부 : ?
- 부 : 김무월
- 본인 : 김주원
  - 장남 : 김종기
    - 손자 : 김장여
      - 증손자 : 김흔

    - 손자 : 김정여
      - 증손자 : 김양

  - 차남 : 김헌창
    - 손자 : 김범문

### 후백제
조부 : 입종 갈문왕
조모 : 지소태후
- 아버지 : 24대왕 진흥왕

외조부 : 박영실
외조모 : 옥진궁주
- 어머니 : 사도왕후 박씨
  - 형제 : 동륜태자
  - 형제 : 25대왕 진지왕

부인 : 반야공주 김씨
- 아들 : 수품
  - 며느리 : 천장낭주
    - 손자 : 천광

부인 : 보화공주
- 아들 : 선품
  - 손녀 : 자의왕후 김씨
  - 손녀 : 운명
  - 손녀 : 야명
  - 손자 : 김순원

#### 견훤계
- 선조 : 김순원

```
      .
      .
      .
      .
```

- 조부 : 작진
- 조모 : 왕교파리
  - 숙부 : 원선
  - 숙모 : 상원부인
    - 사촌 : 능애
    - 사촌 : 대주도금
    - 매제(?) : 지훤
      - 종조카 : 진호

  - 부 : 아자개
  - 모 : 남원부인
    - 본인 : 견훤
    - 부인 : 고비
      - 장남 : 신검
      - 차남 : 양검
      - 계남 : 용검
      - 사남 : 금강
      - 오남 : 능예
      - 장녀 : 애복
      - 사위 : 박영규

    - 동생 : 용개
    - 동생 : 보개
    - 동생 : 소개

## 도래왕, 도래계 왕족

### 가라포고이
加羅布古伊(일본식이름), 일본후기의 기록에 따르면 814년 음력 8월 23일 일행 5명과 함께 귀화했다고 한다. 당시 신라는 일본과 779년, 이후 국교가 단절되어 있던 상황으로 일본으로 표류해 도착한 뒤 신라로 돌아가지 않고 정착한 것으로 보여진다. 이름을 보아 가야 지방의 유이민이고, 이름은 '포고이'로 파악하는 견해도 있다.

### 각절왕
角折王(한자식 묘호), 고키노비도씨(近義首氏), 일본 기록인 <신찬성씨록>에 등장하는 신라의 왕.
물론 신라 본국의 왕일 가능성은 거의 없으며, 일본에 진출한 많은 신라인 중 하나인 것으로 여겨진다. 기록에 의하면 일본에서 이후 이즈미구니(和泉國)가 되는 지역을 개척하였고, 그리하여 전문적인 직무를 가진 베(部)를 통솔하는 호족인 고키노비도(近義首)라는 성씨의 조상이 되었다.
하지만 실존했다고 보기 힘든 인물이다. 왜냐하면 '각절'은 고유명사라기보다는 '소나갈질지' 같이 절풍 모양의 관모를 묘사한 말에 불과하다고할 수 있기 때문이며 또는 신라의 관등인 각간 및 상대등과 연관시키는 견해도 존재한다. 지증왕의 다른 표기로는 지대로(智大路) / 지철로(智哲老)가 모두 가능한데 이 때 대로가 상대등의 일본어 음차와 동일하기 때문이다. 다만 마루야마 고분군의 존재를 미루어 보면 이즈미구니 일대에 신라 유이민의 존재가 확인되긴 했다.

### 낭자왕
郎子王(한자식 묘호), 일본 측 씨족지인 신찬성씨록에만 등장하는 신라의 왕. 카와치노쿠니(河内国)[2]의 대하량(大賀良), 하량성(賀良姓)의 시조가 낭자왕의 후예로 기록되어 있다. 미정집성(未定雑姓)이기 때문에 이들의 성은 기록되지 않았다.
다만 각절왕과 마찬가지로 신라 국왕이라는 언급이 없기 때문에 신라 본국의 왕일 가능성은 적은 편이다.
낭자왕을 가야계로 보는 주장도 존재한다. 대하량씨(大賀良氏), 하량성씨(賀良姓氏)로 도래.

### 이사지왕
尒斯智王(한자식 묘호), 김(金)씨로 추정. 태조 성한왕처럼 한국의 사서에선 등장하지 않고 금석문인 금관총(이사지왕릉)의 유물에서 이름이 발견된 신라의 왕.
유물 자체는 1921년 일제강점기 발굴 때 출토됐으나 시대가 시대인데다 당시 일제도 철저히 준비하고 발굴한 게 아니라 우연히 시작했던 일이었기 때문에 상당히 졸속으로 진행되었다. 결국 현대에 재발굴이 진행되었고, 이 재발굴에서 92년만인 2013년에야 이전엔 찾아볼 수 없었던 이사지왕이라는 인명을 발견했다. 금관총의 주인으로 추정되고 있으나 확실하지 않다. 금관총의 유물이 5세기 후반으로 비정되는 걸로 보아 5세기 후반에 활동한 왕족으로 보여진다. 
상세 내용은 이사지왕 문서 참조.

## 후손 가문

### 박씨
- 장남 : 밀성대군(密城大君) 박언침(朴彦忱) : 밀양 박씨의 시조
- 차남 : 고양대군 박언성(朴彦成) : 고령 박씨의 시조
- 3남 : 속함대군(速咸大君) 박언신(朴彦信) : 함양(咸陽) 박씨(朴氏)의 시조
- 4남 : 죽성대군 박언립(朴彦立) : 죽산박씨 시조(박기오)의 아버지. 죽주박씨竹州=죽산박씨竹山, 고성박씨, 음성박씨
- 5남 : 사벌대군 박언창(朴彦昌) 상주 박씨의 시조
- 6남 : 완산대군 박언화(朴彦華) 전주 박씨, 무안 박씨의 시조
- 7남 : 강남대군 박언지(朴彦志) 순천 박씨
- 8남 : 월성대군 박언의(朴彦義) 월성 박씨

### 월성 석씨
- 시조 : 석탈해
  - 중시조 : 석재흥

### 경주 김씨

#### 벽상공신내사령공파
- 파조 김예겸(金禮謙) : 고려 초 삼한벽상공신(三韓壁上功臣)으로 내사령(內史令)을 지냈다.[32] 손자 김의진(金義珍)은 평장사였으며 시호가 양신(良愼)이다. 6세손 김인경(金仁鏡)도 문과 급제 후 평장사였으며 시호가 정숙(貞肅)이다.
  - 인물 : 김주정, 김의진, 김후덕, 김수지, 김영고, 김인경, 김연성, 김영, 김서인, 김충한

#### 평장사공파
- 파조 김봉모(金鳳毛) : 고려 신종 때 평장사(平章事)를 지내고 정평(靖平)의 시호를 받았다.[33] 아들 김태서(金台瑞)는 문과 출신으로 평장사(平章事)였으며 시호가 문장공(文莊公)이다. 손자 김약선(金若先)은 벼슬이 평장사(平章事)이고, 시호가 장익공(莊翼公)이며, 고려 원종의 비(妃)인 순경왕후(順敬王后)의 아버지이다.
  - 인물 : 김태서(전주 김씨 분적), 김약선, 김기손, 김경손, 김천서, 김세민, 헌숙왕후, 경성왕후, 순경태후, 정안왕후, 선희왕후

#### 태사공파
- 파조 김인관(金仁琯) : 고려 예종 때 검교태자태사(檢校太子太師)를 역임했다.[34] 8세손 김자수(金自粹)는 안동출신으로 고려조에 문과 급제하고 충청도 관찰사, 형조판서를 역임하였는데, 고려가 망하자 두문동에 은거하였다. 이후 조선 태종이 형조 판서를 제배(除拜) 하며 출사(出仕)를 종용하였으나, 자진(自盡)하여 고려에 대한 충절을 지켜 자결 하였다. 호가 상촌(桑村)이다. 상촌의 후손들이 안동, 서산, 보령, 옥천, 영동, 음성, 경기도 광주, 순천 등에 터를 잡아 살게 되면서 계파가 세를 이루었다. 안동 타양서원, 영동 초강서원, 음성 지천서원, 등 여러 곳에 배향되었다. 김자수의 현손 김세필(金世弼)은 문과 급제 후 이조 참판(吏曹參判)이었으며 호당(湖堂)에 뽑혔다. 기묘년에 사화를 입어 관직을 종용하고, 음성에 은거하여 후학을 양성하였다. 시호가 문간(文簡)이며, 지천서원에 배향되었다.
  - 인물 : 김자수, 김임, 김세필, 김홍익, 김홍욱, 김흥경, 김한신, 김이주, 김노경, 김정희, 김도희, 김한구, 김한기, 정순왕후, 김귀주, 김관주

#### 판도판서공파
- 파조 김장유(金將有) : 고려 말 판도판서(版圖判書)를 역임했다.[35] 6세손 김정(金淨)은 조선 중종 때 문과에 급제하여 호당(湖糖)에 선정되고, 순창군수, 형조판서(刑曹判書)를 역임하였다. 기묘사화로 유배되었다가 사사(賜死)되었다. 시호는 문간(文簡)이며, 충북 보은 상현서원에 배향되었다.
  - 인물 : 김정

#### 계림군파
- 파조 김균(金稛) : 김균(金稛) 김인위(金因渭)의 후손이다. 태조 때에 개국 공신이 되었으며, 계림군(鷄林君)에 봉해졌다. 시호는 제숙(齊肅)이다. 계림군파에서 최초로 발행한 족보에서는 원시조를 김순웅(金順雄)[36] 고려 초 장군(將軍)으로 모시고 있다.  고려시대 김지우 묘지석에 따르면 파조 시조 김균의 조상 김인위의 선대조상을 원성왕으로 밝히고 있다. 
  - 인물 : 김인위, 김원정, 김균, 김맹성, 김중성, 김신민, 김승경, 김성진, 김원중, 김원립, 김광석, 김종순, 김천령, 김맹성, 김명원, 김남중, 김당, 김경여, 김주신, 김사목, 김정집, 김홍집, 김창희, 원순숙비, 용절덕비, 인목덕비, 인원왕후,

#### 호장공파
- 파조 김위영(金魏英) : 고려 초 호장(戶長)을 역임했다.[37] 증손자 김부일(金富佾)은 문과에 급제하고 벼슬이 태위(太尉)였으며, 시호는 문간(文簡)이었으며, 동생 김부식(金富軾)도 문과에 급제하여 벼슬이 중서령(中書令)이었고, 낙랑후(樂浪侯)에 봉해졌으며, 시호는 문열(文烈)이다. 인종 묘실(仁宗廟室)에 배향되었다. 동생 김부의(金富儀)도 문과에 급제하여 벼슬이 사공(司空)이었으며, 시호는 문의(文懿)이다.[38]
  - 인물 : 김부일, 김부식, 김부의(초명 김부철), 김돈중, 김군수

#### 상서공파
- 파조 김여진(金麗珍) : 조선 조 상서(尙書)를 역임했다.[39]

#### 목사공파
- 파조 김소(金邵) : 조선 조 목사(牧使)를 역임했다.[40]

#### 판서공파
- 파조 김의(金義) : 고려 말 판서(判書)를 역임했다.[41]

- 파조 김덕재(金德載) : 조선 조 병조판서(兵曹判書)를 역임하였다.[42]

#### 직장공파
- 파조 김수구(金壽龜) : 상의원 직장(尙衣院 直長)을 역임했다.[43]

#### 상호군파
- 파조 김중약(金仲約) : 조선 조 상호군(上護軍)을 역임했다.[44]

### 울산 김씨
- 비조 : 경순왕
  - 시조 : 김덕지
    - 중시조 : 김환